# Bewegungswissenschaft
Gegenstand der Bewegungswissenschaft oder Kinesiologie (altgriechisch κίνησις kínēsis ‚Bewegung‘) sind die Bewegungen von Lebewesen, insbesondere die des Menschen.
Da die Bewegung in allen Bereichen des Lebens eine wichtige Rolle spielt, haben sich zu ihrer Erforschung eine Reihe von Teildisziplinen herausgebildet. Sie werden in Fakultäten für Bewegungswissenschaften durch eigene Abteilungen vertreten, die mit je unterschiedlicher Betrachtungsweise Bewegungen naturwissenschaftlich und geisteswissenschaftlich untersuchen. Hierzu gehören sowohl Funktionelle Anatomie, Arbeitsphysiologie und Biomechanik als Teildisziplinen, bei denen die materialabhängige Umsetzung von Energie in Bewegung betrachtet wird, als auch Bewegungskontrolle, psychomotorisches Verhalten und Bewegungs- oder Sportsoziologie, bei denen die Verarbeitung von Informationen im Mittelpunkt steht.
Die Grundlagen der Bewegungsforschung gehen bis auf Aristoteles (384–322) (De Motu Animalium), Leonardo da Vinci (1452–1519), Galileo Galilei (1564–1642), Giovanni Alfonso Borelli (1608–1679), Leonhard Euler (1707–1783) sowie Joseph-Louis Lagrange (1736–1813) zurück. Zu den Anwendungsgebieten der Bewegungswissenschaft zählen vor allem die Arbeitswissenschaft (Ergonomie), die Ergotherapie und Physiotherapie, die Orthopädie, die Rehabilitationswissenschaft sowie die Sportwissenschaft.
In Deutschland bezieht sich der Begriff der Bewegungswissenschaft, auch als Motorikwissenschaft, Sportmotorik oder Kinesiologie bezeichnet, zumeist auf Bereiche des Sports und wird als Teildisziplin der Sportwissenschaft verstanden. Sie befasst sich mit den äußerlich beobachtbaren Erscheinungen und Veränderungen (Außenaspekt) sowie den körperinternen Steuerungs- und Funktionsprozessen, die eine Bewegung ermöglichen (Innenaspekt). Es werden Fragestellungen aus den Bereichen Motorik, Lernen, Entwicklung, Verhalten, Handeln, Emotion, Motive, Sensorik und Kognition untersucht und Methoden der Physik, Chemie, Mathematik, Physiologie, Anatomie, Psychologie und Pädagogik verwendet. Anwendung finden ihre Ergebnisse unter anderem im Leistungs-, Schul-, Breiten- und Gesundheitssport.

## Entwicklung der Bewegungswissenschaft

### Bewegung als Kulturphänomen
Die Bewegungswissenschaft ist eine relativ junge Wissenschaft. Es bedeutet, dass man sich in wissenschaftlicher Weise noch nicht sehr lange mit der Bewegung auseinandersetzt. Das mag überraschen, weil Bewegung eine elementare Funktion des Lebens überhaupt ist – sie ist so selbstverständlich, dass es häufig nicht für notwendig erachtet wird, darüber nachzudenken, wie es geht, weil jeder das intuitiv zu wissen glaubt.
Dabei ist Bewegung schon früh Gegenstand der Betrachtung gewesen – außer seiner Bedeutung für die Fortbewegung und Nahrungsbeschaffung, nämlich für handwerkliche Tätigkeiten, kulturelle Handlungen, zum Beispiel für die Verehrung der Götter, Totenrituale und Fruchtbarkeitsrituale. Rituelle und künstliche Bewegungsformen sind in fast allen alten Kulturen bekannt – als Spiele und Wettkämpfe und Tänze.

### Überlieferungen aus der griechischen Antike
Überliefert sind hauptsächlich Quellen der Griechen. Von diesen ist bekannt, dass zumindest für die Athener die sogenannte „Gymnastik“ (γυμναστική τέχνη) über die Vorbereitung der jungen Männer auf die Verteidigung des Landes hinaus (wie zum Beispiel in Sparta) auch in der allgemeinen Erziehung eine bedeutende Rolle spielte. Das galt aber im Wesentlichen nur für die jungen Männer. Die Bedeutung der Körpererziehung wird in den politischen Werken des Philosophen Plato, der Politeia und dem späteren Werk Nomoi (νόμοι = Gesetze), erkennbar, die beide Entwürfe für einen guten Staat darstellen. Hier wird die philosophisch/anthropologische Bedeutung der Gymnastik beschrieben und analysiert. In seinem Dialog Gorgias unterteilt Plato in Gymnastik und Heilkunde. Auch Aristoteles befasst sich im 8. Buch seiner Politik mit der Bedeutung der körperlichen Ausbildung der Jugend.
Aus dieser Zeit des klassischen Altertums existiert ein umfangreiches Wissen auch über die großen Wettkämpfe, zum Beispiel der Olympischen Spiele. Da die Sieger bei diesen Wettkämpfen eine sehr hohe Achtung genossen und viel Geld verdienten, gab es eine intensive, auch professionelle Vorbereitung darauf. Deswegen ist davon auszugehen, dass es auch ein Wissen über eine gute Vorbereitung gab – gleichsam eine Art Vorläufer der Bewegungswissenschaft, hier der Trainingswissenschaft. Da die alten Griechen, die sich das leisten konnten, ebenfalls sehr auf ihre Gesundheit achteten, bei der die Bewegung auch eine wichtige Rolle spielte, war auch die Bewegung als Mittel der Gesundheitsvorsorge wichtig.
So existiert in dem Corpus des Hippokrates von Kos (berühmtester Arzt des Altertums, Ίπποκράτης ὁ Κῷος; 460–370 a.C.) eine Schrift über Diätetik (περί διαίτης), in der zum Beispiel auch gesundheitliche Maßnahmen beim Wandern behandelt werden. Auch Platon (428–347 a.C.) geht in seinem Dialog Gorgias auf die Bedeutung der Leibesübungen für die Erziehung der Jugend ein. Er teilt sie in Gymnastik und Heilkunde. In seinem Werk Politei und dem späteren der Nomoi die beide Entwürfe für einen guten Staat enthalten, erhielt die Gymnastik eine bedeutende Rolle für die Erziehung der Jugend. Auch bei Aristoteles (384–322 a.C.) finden wir in seinem Werk über den Staat (Πολιτικά) den Entwurf für die körperliche Ausbildung der jungen Menschen – all dies entspricht den philosophischen Gedanken über die Bedeutung der Bewegung für den Menschen in der damaligen Zeit. Es gab auch damals bereits den Streit über die Zuständigkeit der Verantwortung für die korrekte körperliche Ausbildung zwischen den Gymnasten (παιδοτρίβης) und den Ärzten (ἱατρός).
Aus dem 2. nachchristlichen Jahrhundert ist eine Schrift des griechischen Arztes Galen (etwa 129–199) über die „Übung mit dem kleinen Ball“ (auch Harpaston, gr. Ἁρπαστόν, von: ἁρπάζω = rauben, entreißen) überliefert. Galen beschäftigte sich mit Gesundheitspflege und Hygiene. Da er Arzt der Gladiatoren, zunächst in Pergamon, später in Rom war, ist davon auszugehen, dass er sich durch Studien in wissenschaftlicher Art Informationen über die Bewegungen von Menschen (und Tieren?) verschafft hat. Überliefert ist von diesen Studien aber kaum etwas.
Auch Flavius Philostratos (etwa 170–245) beschrieb in einem Werk περι γυμναστικής Vorschriften für das Training und die gesunde Lebensweise (Diätetik).
Es gibt Hinweise auf weitere Schriften aus der Zeit, die aber nicht erhalten sind.

### Sport und Bewegungswissenschaft im 19. und 20. Jahrhundert
In der Renaissance wurde auch die antike Auseinandersetzung mit dem Menschen in Bewegung wieder aufgegriffen und schon bald weiterentwickelt. So verfasste zum Beispiel Everard Digby 1587 eine Biomechanik des Schwimmens, die erst im 20. Jahrhundert qualitativ überboten wurde. Auch das Turn- bzw. Bodenakrobatiklehrbuch von Archange Tuccarro (1599) wird erst im 20. Jahrhundert übertroffen. Auch wenn seine Biomechanik geometrisch und nicht arithmetisch orientiert war, so konnte er doch runde Bewegungen bestens analysieren. Auch in der Folgezeit wurde die Bewegungswissenschaft, wenn auch auf der Grundlage der galenischen Medizin kontinuierlich weiterentwickelt.
Die Bewegungswissenschaft, wie wir sie heute verstehen, nahm ihren Anfang im 19. Jahrhundert in Schweden mit der Gymnastik von Pehr Henrik Ling (1776–1839) und war später eng verbunden mit der Entwicklung des Sports, der sich mit der Industrialisierung von England ausbreitete. Eine wissenschaftliche Beschäftigung mit diesem neuen Phänomen fand zuerst in den Geisteswissenschaften, der Anthropologie und der Psychologie, statt. Führend war hier der niederländische Biologe, Anthropologe, Psychologe, Physiologe und Sportmediziner Frederik Jacobus Johannes Buytendijk (1887–1974). Er beschäftigte sich mit der psychologischen Anthropologie und schrieb ein Buch über das Spiel (Het spel van mensch en dier, deutsch: „Wesen und Sinn des Spiels“ 1932.)
Ebenfalls mit dem Spiel des Menschen beschäftigte sich Johan Huizinga. In seinem Buch Homo Ludens (1938; deutsch: 1939), untersucht er die Rolle des Spiels in allen Bereichen der Kultur.
Die Beschäftigung der naturwissenschaftlichen Disziplinen mit der Bewegung des Menschen begann nach dem Ersten Weltkrieg, als viele Versehrte (Versehrtensport) mit Prothesen versorgt werden mussten. Zum Beispiel gründete Otto Bock 1919 in Berlin seine Firma zur industriellen Fertigung von Beinprothesen. Diese Entwicklung zwang die Mediziner, vor allem die Orthopäden, sowie Ingenieure, herauszufinden, wie die natürliche Bewegung, vor allem das Gehen, funktioniert. Weltweites Ansehen erlangte das Buch von Wilhelm Braune und Otto Fischer: Der Gang des Menschen. Es stellt den Beginn der wissenschaftlichen Ganganalyse dar.
Der Zweite Weltkrieg führte zu einem weiteren Zuwachs an Bedeutung für die Bewegungswissenschaft. Es mussten die Möglichkeiten der Anpassung der Piloten an die technisch herstellbaren Bedingungen der Flugzeuge bezüglich ihrer Körperhaltung, ihrer Bewegungen und ihrer physiologischen Leistungsfähigkeit untersucht werden. Für eine gute Ausbildung der Piloten benötigte man anthropometrische Daten, mögliche Reaktionszeiten, Messverfahren für die Fitness sowie Verfahren zu deren Verbesserung. Das geschah vor allem in der Sowjetunion und den USA. Während aber die Erkenntnisse der Amerikaner weltweit veröffentlicht wurden, blieben die der Sowjetrussen als Geheimsache verschlossen und sind es zum Teil bis heute. Es trennte sich also die Entwicklungen der Sport bzw. Bewegungswissenschaft in eine östliche bzw. eine westliche.
In der UdSSR blieb die Bewegungsforschung als staatliches Monopol mit der Ausbildungsstätte in Moskau bestehen. Die Absolventen erhielten eine sehr gründliche Ausbildung, zu der vor allem die Neurophysiologie und die Mathematik und Physik gehörten. Wissenschaftler wurden zwar zu den internationalen Kongressen geschickt, aber sie durften Informationen nur in abgestecktem Rahmen geben. Das wurde durch sie begleitende Sicherheitsoffiziere gewährleistet. Ziele dieser Studien waren neben den militärischen auch die im Hochleistungssport.
Im Westen löste sich nach dem Krieg die Bewegungsforschung aus der militärischen Forschung.
In den USA entwickelte der Psychologe Edwin A. Fleischman aus den Erfahrungen der Pilotenuntersuchungen eine Reihe von Fitnesstests und untersuchte deren funktionelle (eigentlich statistische) Zusammenhänge ihrer Komponenten mit Hilfe von Faktorenanalysen. Diese Untersuchungen spielten später nach dem sogenannten Sputnikschock. (1957) eine bedeutende Rolle für die Überprüfung der Fitness der amerikanischen Schüler.
Sogenannte motorische Fähigkeiten wurden diesen Komponenten der Fitness gegenübergestellt. In einer Reihe von Arbeiten wurde untersucht, ob und wie sie und kognitive Leistungen miteinander zusammenhängen und sich gegenseitig beeinflussen können.
Bis in die Mitte des 20. Jahrhunderts blieb die Bewegungswissenschaft, die als solche nicht existierte, weitgehend identisch mit der Sportwissenschaft. Bei den ersten Treffen der Biomechaniker in Zürich (1967) bzw. in Eindhoven (1969) war das Programm noch von den Untersuchungen sportlicher Probleme dominiert. Danach verlagerte sich der Schwerpunkt der Themen mehr zur Orthopädie und Rehabilitation und dann zu immer weiteren Themen, so dass sie sich heute mit einem breiten Spektrum an Problemen der Bewegung des Menschen befasst.
Ein anderes wichtiges Thema der Bewegungswissenschaft, das sich ebenfalls aus der Biomechanik der ersten Tage herauslöste, ist der Bereich motor control. Der Begriff control weist darauf hin, dass die Spezifizierung für diesen Bereich von Ingenieuren (Kontrolltheorie) und später Mathematikern vorangetrieben wird.
Dieser Zweig war zunächst eng verbunden mit der Entwicklung der Verhaltenswissenschaften. Dort wurde das Verhalten von Tieren untersucht, und zwar nicht nur in dem von außen beobachtbaren Gesamtverhalten der Tiere, sondern man versuchte die Ursachen dieser Verhaltensweisen zu erforschen, indem man die Arbeitsweise ihres Nervensystems untersuchte. Bekannt wurde besonders der Verhaltensforscher Konrad Lorenz (1903–1989) mit seinem Institut in Seewiesen. Für die Bewegungswissenschaften besonders wichtig sind aber Horst Mittelstaedt (1923–2016) und Erich von Holst (1908–1962). Sie gehörten zu den ersten, die Rückkopplungskreise in lebenden Organismen beschrieben. Die allgemeine Entwicklung kam ihnen insofern entgegen, als in den Ingenieurwissenschaften etwa zu derselben Zeit die Regelkreise beschrieben und in der Technik angewendet wurden. Die Entwicklung der Kybernetik ist ebenfalls ein Ausdruck dieser Denkweise. Hauptsächlich Ingenieure führten die Darstellungsform von Abläufen im Organismus, die zu den Bewegungen führen, von Ablaufdiagrammen in die Bewegungswissenschaft ein.
Eine besondere Entwicklung dieser Zeit waren die Neuronalen Netze, mit deren Hilfe die Ingenieure versuchten, die Funktionen des Gehirns durch ein spezifisches Modell, das mehrere Ebenen der Verarbeitung enthält, nachzubilden. Durch die Art der Rückkopplung (backpropagation), die zu einer unterschiedlichen Gewichtung einzelner Zellfunktionen (der Nervenzellen) führen konnte, ließen sich auch Lernprozesse simulieren. Diese Darstellung hat jedoch wieder an Bedeutung verloren, weil sich die natürlichen komplexen Regelungsprozesse des Organismus, bei denen auch emotionale Elemente eine Rolle spielen, nicht so einfach darstellen lassen.
Da die Bewegung des Menschen ebenso wie die der Tiere der reibungslosen Funktion zahlreicher Regelkreise bedarf, fand die Bewegungskontrolle Eingang in die Bewegungswissenschaften und entwickelte sich in den USA zu einer eigenen Disziplin in gewisser Weise als Gegenpol zu der mehr psychologischen Betrachtungsweise des Psycho-Motor-Behavior, PMB.
Bei A. Shumway-Cook und M. H. Woolacott (2007), Professorinnen für Physiotherapie, findet sich in ihrem Buch Motor Control, Translating Research into Practice eine kurz gefasste Übersicht über die Entwicklung der Motor Control Theorie im 20. Jahrhundert mit ihren Hauptvertretern und den ihnen eigenen spezifischen Vorstellungen. Diese sind:
1. Reflextheorie.
Das ist im Wesentlichen die behavioristische (Behaviorismus) Vorstellung.
2. Hierarchische Theorie.
Die Hierarchie bezieht sich auf die Organisation des Nervensystems und ordnet einzelnen Hirngebieten zwischen Motorcortex und den spinalen Verschaltungen unterschiedliche Ebenen der Bewegungskontrolle zu. Diese Theorie ist allgemein verbreitet.
3. Motor-Programm-Theorie.
Die Programmtheorie basiert ebenfalls auf neurophysiologischen Grundlagen der Bewegung und geht davon aus, dass die einzelnen Bewegungen durch Programme, wie bei einem Computer, ausgelöst und gesteuert werden. Durch motorisches Lernen (siehe Bewegungslernen) werden diese Programme aufgebaut. Die Bewegungskontrolle beschränkt sich auf eine bewusste Kontrolle, die in der Regel erst nach der Ausführung einer Bewegung vorgenommen werden und zur Veränderung der nächsten Ausführung dienen kann.
Die Motor-Programm-Theorie wird vor allem auch von dem amerikanischen Bewegungswissenschaftler R. A. Schmidt vertreten, der sie zu der Theorie des General Motor Programs erweitert hat.
3. Systemtheorie.
Die Autorinnen beziehen die Systemtheorie ausschließlich auf die Ansichten des russischen Wissenschaftlers Nikolai Aleksandrovic Bernstein (1896–1966), die sie aus dem Buch The Coordination and Regulation of Movement, herleiten. In diesem Buch sind einige Arbeiten von Bernstein aus dem Russischen ins Englische übersetzt und mit Kommentaren englischsprachiger Bewegungswissenschaftler versehen, abgedruckt. Das Hauptinteresse an dieser Arbeit liegt für die englischsprachigen Bewegungswissenschaftler in der Auseinandersetzung Bernsteins mit dem Problem der Reduzierung der mechanisch möglichen Anzahl der Freiheitsgrade, die zum Beispiel das menschliche Skelett bietet, auf eine Anzahl, die kontrollierte Bewegungen zulässt. Im Deutschen existiert neben einigen anderen Arbeiten das Werk Bewegungsphysiologie von N. A. Bernstein mit einem Vorwort des Physiologen W. S. Gurfinkel, in dem dieser das wissenschaftliche Wirken Bernsteins darstellt.
4. Dynamische Aktionstheorie.
In der Dynamischen Aktionstheorie wird die beschriebene Systemtheorie auch auf andere Bereiche des Organismus erweitert, zum Beispiel die Physiologie. Dabei wird das effektive Zusammenspiel dieser Systeme betont (vergleiche Kybernetik und Synergetik). Dies führt zu der Vorstellung der Selbstorganisation und bedeutet, dass eine geordnete Bewegung aus den spezifischen Eigenschaften der beteiligten Elemente entsteht. Durch diese Vorstellung wird an die Entwicklung im Bereich der Ingenieure angeknüpft. Dort wird etwa zur gleichen Zeit das Zusammenspiel von technischen mit biologischen Elementen beschrieben. Da diese Vorgänge sich auch mathematisch beschreiben lassen, begann man die Bewegung von lebenden Organismen in mathematischer Form darzustellen. Als wichtige Vertreter der dynamischen Aktionstheorie gelten J. A. Kelso, B. A. Tuller und M. T. Turvey und P. N. Kugler.
6. Ökologische Theorie.
In den 1960er Jahren begann James J. Gibson (1904–1979) zu untersuchen, wie unsere Bewegungen sich aus der Auseinandersetzung mit unserer Umgebung entwickeln und durch diese bestimmt und kontrolliert werden. Nach dieser Theorie extrahieren Lebewesen aus der Umgebung die Informationen, die sie benötigen, um Nahrung zu finden, sich vor Feinden zu schützen oder auch zu spielen. Auf der Basis dieser Theorie begannen die Bewegungsforscher zu untersuchen, wie lebende Organismen die Informationen, die für ihre Aktionen wichtig sind, in ihrer Umgebung suchen, und in welcher Formen sie aufgenommen und verarbeitet werden, so dass sie unsere Bewegungen modifizieren und kontrollieren können. Diese Ansichten sind heute aus der Bewegungsforschung nicht mehr wegzudenken.
1986 fand in Bielefeld ein Motorikkongress statt, bei dem Vertreter aller dieser theoretischen Ansätze vertreten waren und sich für die Weiterentwicklung ihrer Vorstellungen austauschen konnten.
Gegen Ende des Jahrhunderts nutzten die Bewegungswissenschaftler auch mehr und mehr die technischen Möglichkeiten der Aufzeichnung von menschlichen Bewegungen für die Beschreibung und Analyse dieser Bewegungen. Hier sind vor allem die kinematografische (Film, Video = raum-zeitliche Analyse), die dynamische (Kraftmessplatte = Analyse der Bodenreaktionskräfte) sowie die elektromyografischen (Analyse der Muskelaktionen) Aufzeichnungen zu nennen. Mit Hilfe der auf diese Weise gewonnenen Daten wurde versucht, mit Rückgriff auf neurologische Kenntnisse auf die Vorgänge im Organismus (vor allem im Nervensystem), die diese Daten hervorbrachten, zu schließen.
Mit der Bedeutung der Bewegungsforschung für die motorische Rehabilitation stieg das Interesse der Ingenieure an der Bewegungsforschung. Sie begannen zum besseren Verständnis der Bewegungs- und deren Kontrollabläufe diese mit Hilfe von Modellen aus der Regelungstechnik darzustellen. Ein Beispiel dazu ist eine Arbeit von Daniel Wolpert und seinen Mitarbeitern, in der er den Ablauf einer Bewegung, wie er durch das Reafferenzprinzip beschrieben wird, als technisches Modell durch ein Kalman-Filter darstellt. Dabei werden die Kommandos, die dann auch als Efferenzkopie abgelegt werden, als eine Vorwärtskontrolle beschrieben, die Kontrolle durch die Reafferenzen als eine inverse Kontrolle. Diese Begriffe (Vorwärts- bzw. inverse Kontrolle) werden dann allgemein in der Bewegungsforschung verwendet.

### Bewegungsforschung im 21. Jahrhundert
Zum Ende des 20. Jahrhunderts wurden die Möglichkeiten für eine Präzision der Messungen sowie die Vielfalt der Verfahren zur Analyse der gewonnenen Daten stark verbessert. Besonders galt dies für die Möglichkeiten der Beobachtungen und Messung der Hirntätigkeit während einer Aktivität (PET und fMRT). Dadurch konnten die Erkenntnisse über die Funktionen der einzelnen Hirnabschnitte, die vorher nur über Ausfallerscheinungen bei Patienten mit bekannten Hirnläsionen ermittelt werden konnten, bestimmt werden.
Diese Möglichkeiten führten zu wachsenden Anforderungen an die Rehabilitation. An der Eingangsseite der Informationsverarbeitung ließen sich die Signale an die aufnehmenden, afferenten Nerven anschließen (zum Beispiel Cochlea-Implantat sowie eine teilweise Stimulation der Netzhaut). Auf der Ausgangsseite ließen sich durch Stimulation der efferenten Nerven Prothesen steuern und mit einfachen Rückkopplungsschleifen versehen.
Ein neuer Bereich der Bewegungsforschung basierte auf der Beobachtung von Nervenzellen und deren Ionenkanälen, die sich spontan auch ohne Reiz zu zufälligen Zeitpunkten öffnen können, und man fragte sich, welche Rolle Zufälligkeiten und Ungenauigkeiten spielen, wie sie bei der Informationsaufnahme, ihrer Weiterleitung und Verarbeitung im Organismus auftreten, da diese Ungenauigkeiten auch die Präzision von Bewegungsabläufen beeinflussen können (siehe Stochastik, Statistik). Weiter werden Fragen danach gestellt, wie Entscheidungen für bestimmte Aktionen gefällt werden – aufgrund welcher Vorerfahrungen welche Entscheidungsprozesse gefällt werden (Entscheidungstheorie). Das betrifft nicht nur die bewussten Entscheidungen, sondern auch unbewusste.
Da die Entwicklung in der Industrie zum Einsatz von mehr und besseren Robotern hin geht, wird Wissen darüber nachgefragt, wie Bewegungen sich am besten steuern und regeln lassen. Es müssen also aus den Beobachtungen von natürlichen Bewegungen und deren Regelung mathematische und mechanische Modelle entwickelt werden, die von den Ingenieuren dann bei der Konstruktion von Robotern umgesetzt werden können.
Die Kontrolle von Bewegungsabläufen bietet nach wie vor viele Fragestellungen. Die bislang bekannten Wege der Rückkopplung sind nicht ausreichend schnell für die Kontrolle, die bei der Ausführung von Bewegungsabläufen notwendig ist. Mit geschickten Aufgabenstellungen Rückmeldepfade im Organismus zu suchen, die eine schnellere Kontrolle ermöglichen, ist ein neuer Schwerpunkt der Forschung.
Diese Entwicklung führte auch dazu, dass sich zunehmend Ingenieure und Mathematiker mit der Bewegungsforschung beschäftigen und die Wissenschaftler und die Probleme, die mit deren Arbeitsweisen angegangen werden können, in den Vordergrund schieben. Dadurch werden die philosophisch / anthropologischen Fragen zurzeit mehr in den Hintergrund gedrängt.

## Teildisziplinen der Bewegungswissenschaft
Von den Teildisziplinen der Bewegungswissenschaft ist in beiden Untergruppen, der Energie- bzw. der Informationsverarbeitenden, jeweils eine, deren Schwerpunkt nahezu ausschließlich die Bewegung ist und die auch als eine eigenständige Wissenschaft bezeichnet werden könnten, nicht als Teilgebiet ihrer „Mutterwissenschaft“. Die genuinen Teildisziplinen sind die Biomechanik und die Bewegungskontrolle.

### Die Energie verarbeitenden Teildisziplinen

#### Funktionelle Anatomie

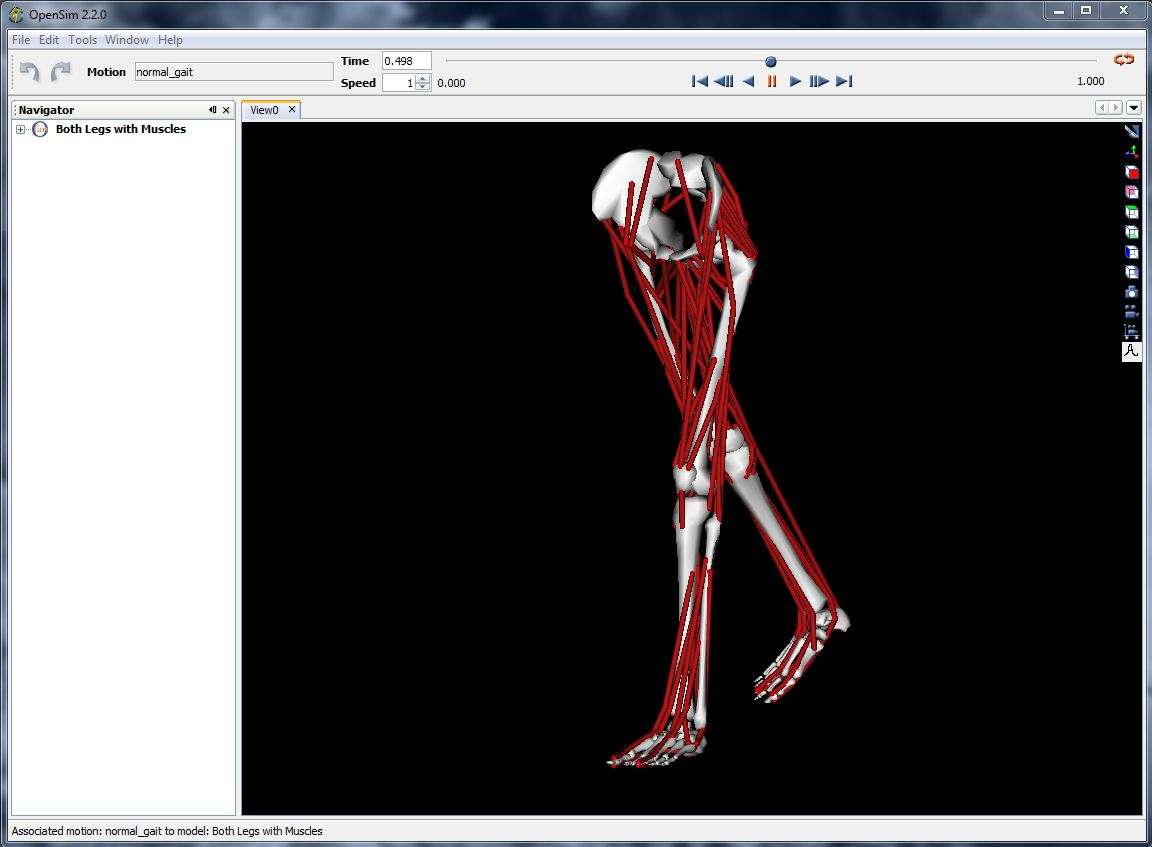
Biomechanisches Modell von Skelett und Muskulatur

Die Funktionelle Anatomie beschäftigt sich mit der materiellen Struktur der Gewebe des menschlichen Organismus, schwerpunktmäßig der des Bewegungsapparates. Das bedeutet zum Beispiel den Zusammenhang zwischen den Strukturen (Knochen, Gelenke, Bänder, Sehnen und Muskeln) und deren Aufbau und ihre Funktion im Rahmen von Bewegungen zu untersuchen, aber auch die Gesetzmäßigkeiten, wie sich diese während der Entwicklungszeit eines Menschen (Kindheit → Alter) oder unter Gebrauch (Belastung – Nichtbelastung) verändern. Es werden auch Verletzungsmechanismen und die Heilungsmechanismen untersucht. Die Forschungsmethoden sind die der Anatomie.
Aus diesem Aufgabengebiet ergeben sich viele Bereiche der Zusammenarbeit mit der Biomechanik und der Arbeitsphysiologie.
|  |  |                       |                       |                       |                       |                       |                       |  |  |                        |                        |                        |                        |                        |                        |  |  |                         |                         |                         |                         | Bewegungs- wissenschaft |                         |  |  |                                                |                                                |                                                |                                                |                                                |                                                |  |  |                             |                             |                             |                             |                             |                             |  |  |                       |                       |                       |                       |                       |                       |  |  |  |  |  |  |  |  |  |  |  |  |
|  |  |                       |                       |                       |                       |                       |                       |  |  |                        |                        |                        |                        |                        |                        |  |  |                         |                         |                         |                         |                         |                         |  |  |                                                |                                                |                                                |                                                |                                                |                                                |  |  |                             |                             |                             |                             |                             |                             |  |  |                       |                       |                       |                       |                       |                       |  |  |  |  |  |  |  |  |  |  |  |  |
|  |  |                       |                       |                       |                       |                       |                       |  |  |                        |                        |                        |                        |                        |                        |  |  |                         |                         |                         |                         |                         |                         |  |  |                                                |                                                |                                                |                                                |                                                |                                                |  |  |                             |                             |                             |                             |                             |                             |  |  |                       |                       |                       |                       |                       |                       |  |  |  |  |  |  |  |  |  |  |  |  |
|  |  |                       |                       |                       |                       |                       |                       |  |  | Energie- verarbeitung  | Energie- verarbeitung  | Energie- verarbeitung  | Energie- verarbeitung  | Energie- verarbeitung  | Energie- verarbeitung  |  |  |                         |                         |                         |                         |                         |                         |  |  |                                                |                                                |                                                |                                                |                                                |                                                |  |  | Informations- verarbeitung  | Informations- verarbeitung  | Informations- verarbeitung  | Informations- verarbeitung  | Informations- verarbeitung  | Informations- verarbeitung  |  |  |                       |                       |                       |                       |                       |                       |  |  |  |  |  |  |  |  |  |  |  |  |
|  |  |                       |                       |                       |                       |                       |                       |  |  | Energie- verarbeitung  | Energie- verarbeitung  | Energie- verarbeitung  | Energie- verarbeitung  | Energie- verarbeitung  | Energie- verarbeitung  |  |  |                         |                         |                         |                         |                         |                         |  |  |                                                |                                                |                                                |                                                |                                                |                                                |  |  | Informations- verarbeitung  | Informations- verarbeitung  | Informations- verarbeitung  | Informations- verarbeitung  | Informations- verarbeitung  | Informations- verarbeitung  |  |  |                       |                       |                       |                       |                       |                       |  |  |  |  |  |  |  |  |  |  |  |  |
|  |  |                       |                       |                       |                       |                       |                       |  |  |                        |                        |                        |                        |                        |                        |  |  |                         |                         |                         |                         |                         |                         |  |  |                                                |                                                |                                                |                                                |                                                |                                                |  |  |                             |                             |                             |                             |                             |                             |  |  |                       |                       |                       |                       |                       |                       |  |  |  |  |  |  |  |  |  |  |  |  |
|  |  | Funktionelle Anatomie | Funktionelle Anatomie | Funktionelle Anatomie | Funktionelle Anatomie | Funktionelle Anatomie | Funktionelle Anatomie |  |  | Arbeits- physiologie   | Arbeits- physiologie   | Arbeits- physiologie   | Arbeits- physiologie   | Arbeits- physiologie   | Arbeits- physiologie   |  |  | Biomechanik             | Biomechanik             | Biomechanik             | Biomechanik             | Biomechanik             | Biomechanik             |  |  | Bewegungs- kontrolle                           | Bewegungs- kontrolle                           | Bewegungs- kontrolle                           | Bewegungs- kontrolle                           | Bewegungs- kontrolle                           | Bewegungs- kontrolle                           |  |  | Psychomotorisches Verhalten | Psychomotorisches Verhalten | Psychomotorisches Verhalten | Psychomotorisches Verhalten | Psychomotorisches Verhalten | Psychomotorisches Verhalten |  |  | Bewegungs- soziologie | Bewegungs- soziologie | Bewegungs- soziologie | Bewegungs- soziologie | Bewegungs- soziologie | Bewegungs- soziologie |  |  |  |  |  |  |  |  |  |  |  |  |
|  |  | Funktionelle Anatomie | Funktionelle Anatomie | Funktionelle Anatomie | Funktionelle Anatomie | Funktionelle Anatomie | Funktionelle Anatomie |  |  | Arbeits- physiologie   | Arbeits- physiologie   | Arbeits- physiologie   | Arbeits- physiologie   | Arbeits- physiologie   | Arbeits- physiologie   |  |  | Biomechanik             | Biomechanik             | Biomechanik             | Biomechanik             | Biomechanik             | Biomechanik             |  |  | Bewegungs- kontrolle                           | Bewegungs- kontrolle                           | Bewegungs- kontrolle                           | Bewegungs- kontrolle                           | Bewegungs- kontrolle                           | Bewegungs- kontrolle                           |  |  | Psychomotorisches Verhalten | Psychomotorisches Verhalten | Psychomotorisches Verhalten | Psychomotorisches Verhalten | Psychomotorisches Verhalten | Psychomotorisches Verhalten |  |  | Bewegungs- soziologie | Bewegungs- soziologie | Bewegungs- soziologie | Bewegungs- soziologie | Bewegungs- soziologie | Bewegungs- soziologie |  |  |  |  |  |  |  |  |  |  |  |  |
|  |  |                       |                       |                       |                       |                       |                       |  |  |                        |                        |                        |                        |                        |                        |  |  |                         |                         |                         |                         |                         |                         |  |  |                                                |                                                |                                                |                                                |                                                |                                                |  |  |                             |                             |                             |                             |                             |                             |  |  |                       |                       |                       |                       |                       |                       |  |  |  |  |  |  |  |  |  |  |  |  |
|  |  | Knochen               | Knochen               | Knochen               | Knochen               | Knochen               | Knochen               |  |  | Atmung                 | Atmung                 | Atmung                 | Atmung                 | Atmung                 | Atmung                 |  |  | Ergonomie               | Ergonomie               | Ergonomie               | Ergonomie               | Ergonomie               | Ergonomie               |  |  | Bewegungslernen                                | Bewegungslernen                                | Bewegungslernen                                | Bewegungslernen                                | Bewegungslernen                                | Bewegungslernen                                |  |  | genetische Vorgaben         | genetische Vorgaben         | genetische Vorgaben         | genetische Vorgaben         | genetische Vorgaben         | genetische Vorgaben         |  |  | Gruppeneinfluss       | Gruppeneinfluss       | Gruppeneinfluss       | Gruppeneinfluss       | Gruppeneinfluss       | Gruppeneinfluss       |  |  |  |  |  |  |  |  |  |  |  |  |
|  |  | Knochen               | Knochen               | Knochen               | Knochen               | Knochen               | Knochen               |  |  | Atmung                 | Atmung                 | Atmung                 | Atmung                 | Atmung                 | Atmung                 |  |  | Ergonomie               | Ergonomie               | Ergonomie               | Ergonomie               | Ergonomie               | Ergonomie               |  |  | Bewegungslernen                                | Bewegungslernen                                | Bewegungslernen                                | Bewegungslernen                                | Bewegungslernen                                | Bewegungslernen                                |  |  | genetische Vorgaben         | genetische Vorgaben         | genetische Vorgaben         | genetische Vorgaben         | genetische Vorgaben         | genetische Vorgaben         |  |  | Gruppeneinfluss       | Gruppeneinfluss       | Gruppeneinfluss       | Gruppeneinfluss       | Gruppeneinfluss       | Gruppeneinfluss       |  |  |  |  |  |  |  |  |  |  |  |  |
|  |  |                       |                       |                       |                       |                       |                       |  |  |                        |                        |                        |                        |                        |                        |  |  |                         |                         |                         |                         |                         |                         |  |  |                                                |                                                |                                                |                                                |                                                |                                                |  |  |                             |                             |                             |                             |                             |                             |  |  |                       |                       |                       |                       |                       |                       |  |  |  |  |  |  |  |  |  |  |  |  |
|  |  | Gelenke               | Gelenke               | Gelenke               | Gelenke               | Gelenke               | Gelenke               |  |  | Kreislauf              | Kreislauf              | Kreislauf              | Kreislauf              | Kreislauf              | Kreislauf              |  |  | Orthopädie              | Orthopädie              | Orthopädie              | Orthopädie              | Orthopädie              | Orthopädie              |  |  | Informations- verarbeitung                     | Informations- verarbeitung                     | Informations- verarbeitung                     | Informations- verarbeitung                     | Informations- verarbeitung                     | Informations- verarbeitung                     |  |  | Erfahrung                   | Erfahrung                   | Erfahrung                   | Erfahrung                   | Erfahrung                   | Erfahrung                   |  |  | Traditionen           | Traditionen           | Traditionen           | Traditionen           | Traditionen           | Traditionen           |  |  |  |  |  |  |  |  |  |  |  |  |
|  |  | Gelenke               | Gelenke               | Gelenke               | Gelenke               | Gelenke               | Gelenke               |  |  | Kreislauf              | Kreislauf              | Kreislauf              | Kreislauf              | Kreislauf              | Kreislauf              |  |  | Orthopädie              | Orthopädie              | Orthopädie              | Orthopädie              | Orthopädie              | Orthopädie              |  |  | Informations- verarbeitung                     | Informations- verarbeitung                     | Informations- verarbeitung                     | Informations- verarbeitung                     | Informations- verarbeitung                     | Informations- verarbeitung                     |  |  | Erfahrung                   | Erfahrung                   | Erfahrung                   | Erfahrung                   | Erfahrung                   | Erfahrung                   |  |  | Traditionen           | Traditionen           | Traditionen           | Traditionen           | Traditionen           | Traditionen           |  |  |  |  |  |  |  |  |  |  |  |  |
|  |  |                       |                       |                       |                       |                       |                       |  |  |                        |                        |                        |                        |                        |                        |  |  |                         |                         |                         |                         |                         |                         |  |  |                                                |                                                |                                                |                                                |                                                |                                                |  |  |                             |                             |                             |                             |                             |                             |  |  |                       |                       |                       |                       |                       |                       |  |  |  |  |  |  |  |  |  |  |  |  |
|  |  | Bänder                | Bänder                | Bänder                | Bänder                | Bänder                | Bänder                |  |  | Muskel- arbeit         | Muskel- arbeit         | Muskel- arbeit         | Muskel- arbeit         | Muskel- arbeit         | Muskel- arbeit         |  |  | Rehabilitation          | Rehabilitation          | Rehabilitation          | Rehabilitation          | Rehabilitation          | Rehabilitation          |  |  | Kontrollmechanismen                            | Kontrollmechanismen                            | Kontrollmechanismen                            | Kontrollmechanismen                            | Kontrollmechanismen                            | Kontrollmechanismen                            |  |  | Wissen                      | Wissen                      | Wissen                      | Wissen                      | Wissen                      | Wissen                      |  |  | Meinungen             | Meinungen             | Meinungen             | Meinungen             | Meinungen             | Meinungen             |  |  |  |  |  |  |  |  |  |  |  |  |
|  |  | Bänder                | Bänder                | Bänder                | Bänder                | Bänder                | Bänder                |  |  |                        | Muskel- arbeit         | Muskel- arbeit         | Muskel- arbeit         | Muskel- arbeit         | Muskel- arbeit         |  |  | Rehabilitation          | Rehabilitation          | Rehabilitation          | Rehabilitation          | Rehabilitation          | Rehabilitation          |  |  | Kontrollmechanismen                            | Kontrollmechanismen                            | Kontrollmechanismen                            | Kontrollmechanismen                            | Kontrollmechanismen                            | Kontrollmechanismen                            |  |  | Wissen                      | Wissen                      | Wissen                      | Wissen                      | Wissen                      | Wissen                      |  |  | Meinungen             | Meinungen             | Meinungen             | Meinungen             | Meinungen             | Meinungen             |  |  |  |  |  |  |  |  |  |  |  |  |
|  |  |                       |                       |                       |                       |                       |                       |  |  |                        |                        |                        |                        |                        |                        |  |  |                         |                         |                         |                         |                         |                         |  |  |                                                |                                                |                                                |                                                |                                                |                                                |  |  |                             |                             |                             |                             |                             |                             |  |  |                       |                       |                       |                       |                       |                       |  |  |  |  |  |  |  |  |  |  |  |  |
|  |  |                       |                       |                       |                       |                       |                       |  |  |                        |                        |                        |                        |                        |                        |  |  |                         |                         |                         |                         |                         |                         |  |  |                                                |                                                |                                                |                                                |                                                |                                                |  |  |                             |                             |                             |                             |                             |                             |  |  |                       |                       |                       |                       |                       |                       |  |  |  |  |  |  |  |  |  |  |  |  |
|  |  | Sehnen                | Sehnen                | Sehnen                | Sehnen                | Sehnen                | Sehnen                |  |  | Fitness                | Fitness                | Fitness                | Fitness                | Fitness                | Fitness                |  |  | Gewebemechanik          | Gewebemechanik          | Gewebemechanik          | Gewebemechanik          | Gewebemechanik          | Gewebemechanik          |  |  | Neurologische Strukturen                       | Neurologische Strukturen                       | Neurologische Strukturen                       | Neurologische Strukturen                       | Neurologische Strukturen                       | Neurologische Strukturen                       |  |  |                             |                             |                             |                             |                             |                             |  |  |                       |                       |                       |                       |                       |                       |  |  |  |  |  |  |  |  |  |  |  |  |
|  |  | Sehnen                | Sehnen                | Sehnen                | Sehnen                | Sehnen                | Sehnen                |  |  | Fitness                | Fitness                | Fitness                | Fitness                | Fitness                | Fitness                |  |  | Gewebemechanik          | Gewebemechanik          | Gewebemechanik          | Gewebemechanik          | Gewebemechanik          | Gewebemechanik          |  |  | Neurologische Strukturen                       | Neurologische Strukturen                       | Neurologische Strukturen                       | Neurologische Strukturen                       | Neurologische Strukturen                       | Neurologische Strukturen                       |  |  |                             |                             |                             |                             |                             |                             |  |  |                       |                       |                       |                       |                       |                       |  |  |  |  |  |  |  |  |  |  |  |  |
|  |  |                       |                       |                       |                       |                       |                       |  |  |                        |                        |                        |                        |                        |                        |  |  |                         |                         |                         |                         |                         |                         |  |  |                                                |                                                |                                                |                                                |                                                |                                                |  |  |                             |                             |                             |                             |                             |                             |  |  |                       |                       |                       |                       |                       |                       |  |  |  |  |  |  |  |  |  |  |  |  |
|  |  | Muskeln               | Muskeln               | Muskeln               | Muskeln               | Muskeln               | Muskeln               |  |  | Arbeit in Wasser/Hitze | Arbeit in Wasser/Hitze | Arbeit in Wasser/Hitze | Arbeit in Wasser/Hitze | Arbeit in Wasser/Hitze | Arbeit in Wasser/Hitze |  |  | Sport                   | Sport                   | Sport                   | Sport                   | Sport                   | Sport                   |  |  | Aufbau und Funktion des Motoneurons            | Aufbau und Funktion des Motoneurons            | Aufbau und Funktion des Motoneurons            | Aufbau und Funktion des Motoneurons            | Aufbau und Funktion des Motoneurons            | Aufbau und Funktion des Motoneurons            |  |  |                             |                             |                             |                             |                             |                             |  |  |                       |                       |                       |                       |                       |                       |  |  |  |  |  |  |  |  |  |  |  |  |
|  |  | Muskeln               | Muskeln               | Muskeln               | Muskeln               | Muskeln               | Muskeln               |  |  | Arbeit in Wasser/Hitze | Arbeit in Wasser/Hitze | Arbeit in Wasser/Hitze | Arbeit in Wasser/Hitze | Arbeit in Wasser/Hitze | Arbeit in Wasser/Hitze |  |  | Sport                   | Sport                   | Sport                   | Sport                   | Sport                   | Sport                   |  |  | Aufbau und Funktion des Motoneurons            | Aufbau und Funktion des Motoneurons            | Aufbau und Funktion des Motoneurons            | Aufbau und Funktion des Motoneurons            | Aufbau und Funktion des Motoneurons            | Aufbau und Funktion des Motoneurons            |  |  |                             |                             |                             |                             |                             |                             |  |  |                       |                       |                       |                       |                       |                       |  |  |  |  |  |  |  |  |  |  |  |  |
|  |  |                       |                       |                       |                       |                       |                       |  |  |                        |                        |                        |                        |                        |                        |  |  |                         |                         |                         |                         |                         |                         |  |  |                                                |                                                |                                                |                                                |                                                |                                                |  |  |                             |                             |                             |                             |                             |                             |  |  |                       |                       |                       |                       |                       |                       |  |  |  |  |  |  |  |  |  |  |  |  |
|  |  |                       |                       |                       |                       |                       |                       |  |  |                        |                        |                        |                        |                        |                        |  |  | Zahnmedizin             | Zahnmedizin             | Zahnmedizin             | Zahnmedizin             | Zahnmedizin             | Zahnmedizin             |  |  | Aufbau des Nervensystems aus motorischer Sicht | Aufbau des Nervensystems aus motorischer Sicht | Aufbau des Nervensystems aus motorischer Sicht | Aufbau des Nervensystems aus motorischer Sicht | Aufbau des Nervensystems aus motorischer Sicht | Aufbau des Nervensystems aus motorischer Sicht |  |  |                             |                             |                             |                             |                             |                             |  |  |                       |                       |                       |                       |                       |                       |  |  |  |  |  |  |  |  |  |  |  |  |
|  |  |                       |                       |                       |                       |                       |                       |  |  |                        |                        |                        |                        |                        |                        |  |  | Zahnmedizin             | Zahnmedizin             | Zahnmedizin             | Zahnmedizin             | Zahnmedizin             | Zahnmedizin             |  |  | Aufbau des Nervensystems aus motorischer Sicht | Aufbau des Nervensystems aus motorischer Sicht | Aufbau des Nervensystems aus motorischer Sicht | Aufbau des Nervensystems aus motorischer Sicht | Aufbau des Nervensystems aus motorischer Sicht | Aufbau des Nervensystems aus motorischer Sicht |  |  |                             |                             |                             |                             |                             |                             |  |  |                       |                       |                       |                       |                       |                       |  |  |  |  |  |  |  |  |  |  |  |  |
|  |  |                       |                       |                       |                       |                       |                       |  |  |                        |                        |                        |                        |                        |                        |  |  |                         |                         |                         |                         |                         |                         |  |  |                                                |                                                |                                                |                                                |                                                |                                                |  |  |                             |                             |                             |                             |                             |                             |  |  |                       |                       |                       |                       |                       |                       |  |  |  |  |  |  |  |  |  |  |  |  |
|  |  |                       |                       |                       |                       |                       |                       |  |  |                        |                        |                        |                        |                        |                        |  |  | Forensische Biomechanik | Forensische Biomechanik | Forensische Biomechanik | Forensische Biomechanik | Forensische Biomechanik | Forensische Biomechanik |  |  | Kontrollaufgabe der einzelnen Hirnabschnitte   | Kontrollaufgabe der einzelnen Hirnabschnitte   | Kontrollaufgabe der einzelnen Hirnabschnitte   | Kontrollaufgabe der einzelnen Hirnabschnitte   | Kontrollaufgabe der einzelnen Hirnabschnitte   | Kontrollaufgabe der einzelnen Hirnabschnitte   |  |  |                             |                             |                             |                             |                             |                             |  |  |                       |                       |                       |                       |                       |                       |  |  |  |  |  |  |  |  |  |  |  |  |
|  |  |                       |                       |                       |                       |                       |                       |  |  |                        |                        |                        |                        |                        |                        |  |  | Forensische Biomechanik | Forensische Biomechanik | Forensische Biomechanik | Forensische Biomechanik | Forensische Biomechanik | Forensische Biomechanik |  |  | Kontrollaufgabe der einzelnen Hirnabschnitte   | Kontrollaufgabe der einzelnen Hirnabschnitte   | Kontrollaufgabe der einzelnen Hirnabschnitte   | Kontrollaufgabe der einzelnen Hirnabschnitte   | Kontrollaufgabe der einzelnen Hirnabschnitte   | Kontrollaufgabe der einzelnen Hirnabschnitte   |  |  |                             |                             |                             |                             |                             |                             |  |  |                       |                       |                       |                       |                       |                       |  |  |  |  |  |  |  |  |  |  |  |  |

#### Arbeitsphysiologie
Besonders enge Beziehungen bestehen zwischen der Arbeits- bzw. Leistungsphysiologie mit der Ergonomie (Arbeitswissenschaft) und der Sportwissenschaft, hier besonders den Trainingswissenschaften. Die Forschungsbereiche beziehen sich auf die Gesetzmäßigkeiten der Beschaffung von Energie für körperliche Arbeit, das bedeutet die Aufnahme von Sauerstoff und dessen Transport und Verarbeitung sowie den Organen, die für diese Funktionen verantwortlich sind. Das sind Lunge, Herz-Kreislauf-System und Muskeln. Deren Aufbau, Struktur und Arbeitsweise wird untersucht, auch unter unterschiedlichen Umgebungsbedingungen (zum Beispiel bei Veränderung des Sauerstoffpartialdrucks in Wasser, Höhe und Weltraum) sowie die Anpassungsmechanismen an diese Bedingungen. Auch die Veränderung des Organismus und der Anpassungsmechanismen durch Reifung und Altern wird untersucht.
Die Untersuchungen werden mit den Methoden der Physiologie durchgeführt.

#### Biomechanik
Der Gegenstand der Biomechanik ist die Untersuchung der Wechselwirkungen zwischen den biologischen Strukturen und den mechanischen Mechanismen, die bei Bewegungen auf sie einwirken. Das gilt für alle Gewebe des Körpers, feste wie flüssige, einschließlich der einzelner Zellen.

##### Grundlagenforschung
Die Grundlagenforschung beschäftigt sich zum Beispiel mit der Untersuchung der Bewegungen, die aufgrund der Vielfalt der anatomischen Strukturen theoretisch möglich wären und wie diese durch andere Strukturen, wie Kapseln, Bänder, Sehnen und Muskeln sowie durch deren Orte und Art der Fixierung eingeschränkt werden (Reduzierung der Freiheitsgrade).
Ein besonderer Schwerpunkt ist die Untersuchung des Muskels, seiner Feinstruktur, seiner Trainierbarkeit und der dazu notwendigen Methoden sowie die Mechanismen der Energielieferung und -speicherung. Dazu werden auch Vergleiche mit der Muskulatur von Tieren durchgeführt, zum Beispiel den Beinmuskeln von Kängurus – diese können mehr Energie speichern und die Kängurus deswegen kontinuierlich große Sprünge machen. Außerdem werden Verletzungsmechanismen untersucht sowie deren Heilungsbedingungen.
Ein weiterer Schwerpunkt der Biomechanik ist es, Methoden zur Messung und Auswertung der eigenen Untersuchungen zu entwickeln und zu verbessern und Referenzwerte und die Nomenklatur zu vereinheitlichen.

##### Hauptforschungsbereiche

###### Ergonomie
Anwendung findet die Biomechanik in der Ergonomie (Arbeitswissenschaft). Hier werden die Bedingungen von Arbeitsabläufen untersucht, um Belastungen zu definieren, die einerseits bei Arbeiten auftreten, die andererseits von den Körperstrukturen des arbeitenden Menschen ausgeführt werden können, ohne dass diese Schaden erleiden. Die Hauptaufgabe der Biomechanik ist es dabei, die Konstruktion der Arbeitsgeräte – Werkzeuge und Maschinen – daraufhin zu untersuchen, wie weit sie mit den biologischen Gegebenheiten des mit oder an ihnen arbeitenden Menschen kompatibel sind und sie gegebenenfalls besser aneinander anzupassen (Mensch-Maschine-System) oder Ersatzsysteme zu entwickeln – Hebeunterstützung, Roboter.
Problembereiche hier sind die Wirbelsäule (Rückenprobleme – langes Stehen, Tragen und Heben schwerer Gegenstände) und die Nacken-Schulter-Arm-Partie (Probleme, wie sie bei Bürotätigkeiten und Verpackungstätigkeiten auftreten, zum Beispiel das Karpaltunnelsyndrom).
Man versucht Normen zu finden, die die Grenzen der Belastung bei den Abläufen bestimmen und die dann von den Arbeitgebern eingehalten werden müssen.

###### Orthopädie
In der Orthopädie werden einerseits generell die Bewegungen von Menschen untersucht (aufgezeichnet und analysiert). Dies geschieht zum einen, um die Abläufe und das Zustandekommen von Bewegungen grundsätzlich zu verstehen, aber vor allem auch, damit bei Störungen mit nachfolgenden Veränderungsprozessen des Körpers oder seiner Teile die Ursachen gefunden werden und mögliche Heilungs- oder Kompensationsmechanismen entwickelt werden können. Des Weiteren werden Implantate, die den Bewegungsablauf von Patienten unterstützen und verbessern sowie Schmerzen lindern können, entwickelt, geprüft und verbessert. Es werden zum Beispiel auch Messgeräte entwickelt, die die Kräfte innerhalb der Gelenke messen und dadurch als eine Rückkopplung für die Entwicklung und Verbesserung dienen. Das Gleiche gilt für Prothesen (siehe zum Beispiel Ganganalyse) und Orthesen.

###### Rehabilitation
Der Bereich der Rehabilitation in der Biomechanik besteht aus einem klinischen Teil, der sich zum großen Teil mit der orthopädischen Biomechanik überschneidet (Implantate, Prothesen, Orthesen). Es werden Hilfsmittel und Verfahren entwickelt, um Wiederherstellungsprozesse nach Verletzungen oder Verschleiß zu fördern (zum Beispiel die Laufbandtherapie und den Gehtrainer für Paraplegiker und Schlaganfallpatienten) und untersucht, wie sie mit anderen Therapiemaßnahmen (zum Beispiel der Funktionellen Elektrostimulation) optimal kombiniert werden können.
Ein umfangreicher Anwendungsbereich ist die Ganganalyse besonders auch für Kinder mit Cerebralparesen. Hier helfen die Biomechaniker bei der Entscheidung für Therapiemaßnahmen.

###### Sport
Ein weiterer wichtiger Bereich ist auch der Sport, vor allem der Leistungssport. Hier werden außer den genannten biologischen Untersuchungen die Wechselwirkung zwischen dem Organismus des Sportlers und den von ihm benutzten Geräten untersucht. Man versucht dann, die Geräte zu optimieren. Das geschieht so, dass sie einerseits den internationalen Regeln entsprechen, andererseits dem individuellen Sportler (Größe, Gewicht, Körperform, individuelle Koordinationspräferenzen) größtmögliche Vorteile verschaffen.

###### Gewebe-(Bio)mechanik
In der Mechanik der Körpergewebe werden die Gewebe des Körpers, die für die Bewegung eine wichtige Rolle spielen (das sind in erster Linie die Knochen und Gelenke, die Muskeln, Sehnen, Bänder und Aponeurosen, aber auch die Haut und die einzelnen Zellen dieser Gewebe) auf ihre mechanischen Eigenschaften hin untersucht.
Von Interesse ist dabei ihr anatomischer Aufbau und deren Möglichkeiten, Kräfte selbst zu erzeugen (Muskeln) oder auf sie wirkende Kräfte zu tolerieren, ohne verletzt oder zerstört zu werden (alle Gewebe). Dabei gilt das für alle Arten von Kräften (zum Beispiel Zug, Druck, Torsion und deren Kombinationen) und alle Richtungen der Kräfte. Weiterhin wird untersucht, mit welchen Methoden und mit welcher Intensität (zum Beispiel durch Training) die mechanischen Eigenschaften der Gewebe verbessert werden können.
Auch wird untersucht, wie sich die Gewebe bei Verletzungen und/oder Krankheiten verhalten, welche Behandlungsmethoden unter diesen Umständen erfolgreich sind und wie sich die Gewebe selbst wiederherstellen können – ob sie dann zum Beispiel die ursprüngliche Struktur und deren mechanische Eigenschaften wieder erlangen können.

###### Zahnmedizin
Auch in der Zahnmedizin spielt die Biomechanik eine wichtige Rolle, weil hier relativ große Kräfte aus unterschiedlichen Richtungen auf Körperstrukturen wirken. Durch Auffinden und Korrektur von Fehlstellungen in jungem Alter können zum Beispiel spätere Schäden vermieden werden. Bei vorhandenen Fehlstellungen werden optimale Lösungen gesucht.
Mit dem Älterwerden der Bevölkerung werden Materialien für Prothesen gesucht, die den Anforderungen immer besser gerecht werden.

###### Forensische Biomechanik
Eine zunehmende Bedeutung erhält die Biomechanik auch in der Ursachenforschung von Unfällen (forensische Biomechanik). Hier lernt man mehr und mehr aus den Erscheinungsformen der Unfallfolgen (zum Beispiel Orte der Verletzungen, Formen von Brüchen und Zerreißungen) auf die Unfallursachen zu schließen.

### Die informationsverarbeitenden Teildisziplinen

#### Bewegungskontrolle
Die Aufgabe der Bewegungskontrolle ist es, alle Strukturen des menschlichen Organismus so zu organisieren und zu aktivieren, dass auf möglichst ökonomische Weise das Ziel einer geplanten Bewegung oder Handlung erreicht bzw. der Organismus durch Stabilisierung oder eine wirksame Ausgleichsbewegung vor Schaden bewahrt wird. Um dies erreichen zu können, bedarf es sorgfältiger Kontrollprozesse im Organismus. Diese Kontrollprozesse für die einzelnen Bewegungen sind nicht von Natur aus im Menschen vorhanden. Sie müssen vielmehr während des Lernprozesses dieses Bewegungsablaufs aufgebaut werden. Das geschieht aber auch ohne Hinweise des Lehrenden, weil der Organismus immer nach möglichst hoher Sicherheit strebt.

##### Bewegungslernen
Durch Bewegung ändert sich ständig die Wahrnehmung der Umgebung, in der sich ein Lebewesen befindet. Das Lebewesen muss dann entscheiden, ob diese Wahrnehmungsänderung durch die Bewegung entstanden ist, oder ob die Umgebung sich geändert hat. Hat sich die Umgebung geändert, muss sich das Lebewesen der neuen Umgebung anpassen. Häufig geschieht es dann, dass neue Bewegungen ausgeführt werden müssen, um den Organismus wieder zu stabilisieren. Der Organismus muss also in der Lage sein, ständig neue Bewegungen zu lernen.
Auch der Organismus selbst verändert sich: Heranwachsen, Reifen, Altern, Veränderungen treten auch durch neue Belastungen (Beruf, Sport), aber auch durch geänderte Ernährung auf. Auch an diese Veränderungen muss sich der Organismus mit seinen Bewegungen anpassen.
Derartige Anpassungen werden auch als Lernen bezeichnet. Bewegungslernen findet daher ständig statt. Es ist besonders auffällig im Kindesalter und dort auch besonders wichtig, weil zu diesem Zeitpunkt auch die Grundlagen der Vernetzung der Zellen im Gehirn stattfindet, die später auch für kognitive Leistungen notwendig sind. Dazu kommen gewünschte Veränderungen des Bewegungsverhaltens, zum Beispiel in Beruf und Freizeit (Sport, Kunst), die häufig durch gezielte Maßnahmen (Lehren, Unterricht) erreicht werden.
Die Aufgabe der Bewegungswissenschaften ist es, Lernprozesse im Bereich der Motorik zu analysieren, zu begleiten und zu optimieren, sowie Lehrprozesse zu entwickeln und zu überprüfen.

##### Informationsverarbeitung
Die Bedeutung von diesen Kontrollprozessen für die menschliche Bewegung wurde etwa zur gleichen Zeit – in den 1960er Jahren – sowohl in der damaligen Sowjetunion (und gelangte von dort in die damalige DDR) – als auch in den USA erkannt – im Rahmen des Wandels in der Psychologie von der Theorie des Behaviorismus zur Informationsverarbeitung im Menschen. Dies geschah in beiden Ländern durch die verstärkte Zusammenarbeit zwischen Ingenieuren und Bewegungswissenschaftlern.
Die Informationsverarbeitung im menschlichen Organismus besteht aus den Teilaufgaben der Signalaufnahme (durch die Sinnesorgane) der Signalweiterleitung (über das afferente Nervensystem) und der Signalverarbeitung (in den Nervenzellen des Gehirns) sowie der Ausgabe der Signale für die Bewegung (über das efferente Nervensystem) an das Muskelsystem.

##### Kontrollmechanismen
Auf diesem Informationssystem basieren die Kontrollmechanismen. Der Begriff der Bewegungskontrolle stammt aus den Ingenieurwissenschaften und bedeutet die Fähigkeit eines Systems, während der Ausführung eines Ablaufs dabei entstehende Abweichungen und/oder Fehler zu entdecken und selbständig zu korrigieren. Zu ihrem Verständnis bedarf es der Kenntnisse der technischen Grundlagen von Kontrolle. Die Kontrolle der menschlichen Bewegungen erfolgt unbewusst.
Die Bewegungskontrolle im menschlichen Organismus erfolgt auf mehreren Ebenen von der überschaubaren Reflexkontrolle im Rückenmark bis hin zur Kontrolle komplexer Bewegungsabläufe über Kleinhirn und Basalganglien.
Zum Verständnis der Bewegungskontrolle in lebenden Organismen bedarf es aber nicht nur des technischen Verständnisses für Kontrollmechanismen, sondern auch eines vertieften Verständnisses für die neuronalen Verschaltungen des Nervensystems, das in der Lage ist, die notwendigen Aufgaben zu erfüllen. Als guter Einstieg in das Verständnis dieser Abläufe kann die Arbeit von Erich von Holst und Horst Mittelstaedt über das Reafferenzprinzip angesehen werden. Mit Hilfe dieses Textes wird ein tiefes Verständnis für Feedforward- und Feedbacksysteme entwickelt.
Da es sich bei lebenden Organismen um sich selbst organisierende biologische Systeme handelt, sind zu der Erforschung ihrer Funktion im Menschen einerseits die entsprechenden technischen Kenntnisse, andererseits aber auch die Kenntnisse der neurologischen Strukturen, die diese Funktionen möglich machen, erforderlich.

###### Neurologische Strukturen
Zum Verständnis vom Zustandekommen und Ablauf der Bewegung eines lebenden Organismus ist es notwendig, nicht nur Aufbau und Funktion des Muskels (Hardware) zu kennen, sondern auch die des Nervensystems (Software). Die Aufgabe der motorischen Systeme ist es, Bewegungen zu planen, zu koordinieren und auszuführen.
Es wird lokal zwischen dem zentralen (Gehirn und Rückenmark) und dem peripheren (hauptsächlich Leitungsbahnen) Nervensystem und bezüglich der Kontrolle zwischen dem willkürlichen und dem unwillkürlichen bzw. autonomen Nervensystem unterschieden. Für die Bewegung wird das willkürliche System benötigt – das autonome wirkt im Hintergrund, beeinflusst aber alle Aktionen.

###### Aufbau und Funktion des Motoneurons

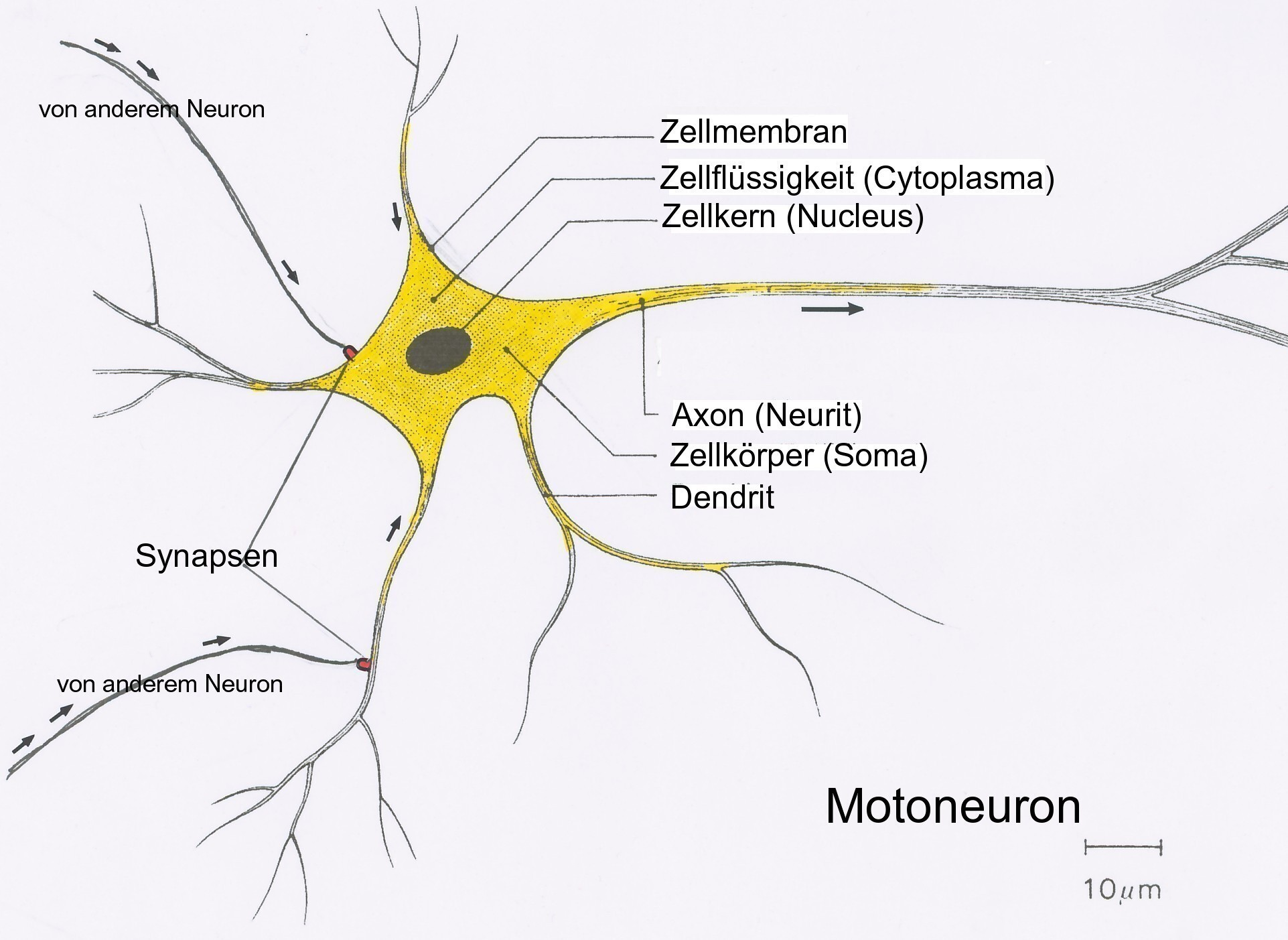
Motoneuron mit seinen Hauptbestandteilen

Die Grundeinheit des Nervensystems ist die Nervenzelle (Neuron). Sie ist einerseits eine normale Körperzelle mit all deren Eigenschaften und Fähigkeiten. Sie ist aber besonders für ihre spezielle Aufgabe ausgebildet: Informationen aufzunehmen (von Dendriten durch die Rezeptoren in der Zellmembran), sie zu verarbeiten (in den internen Organellen) und sie gegebenenfalls weiterzuleiten (durch das Axone). Wichtig für die Informationsverarbeitung sind bereits die Rezeptoren an der Zellmembran, an die in der extrazellulären Flüssigkeit befindliche Transmitter binden können. Es gibt hauptsächlich zwei Typen von Rezeptoren: Die ionotropen, durch die Informationen schnell das Aktionspotential der Zelle verändern und dadurch die Information schnell weiterleiten können. Diese sind für aktuelle Bewegungsplanung und Ausführung wichtig. Der zweite Typ sind die metabotropen Rezeptoren, die über verschiedene Zwischenschritte die Informationen zum Zellkern (Nukleus) leiten, wo sie in die DNS eingearbeitet werden und dadurch zu längerfristigen Veränderungen, also zu Lernprozessen, beitragen können. Zwischen den Nervenzellen werden die Informationen über die Fortsätze der Nervenzellen – zum Zellkörper hin über die Dendriten, vom Zellkörper weg vom Axon geleitet. Die Übergangsstellen vom Axon zum nächsten Neuron (Dendrit oder Zellkörper) bilden die Synapsen, an denen auf chemischem (Transmitter) beziehungsweise elektrischem (Zellkörper) Weg die Informationsübertragung erfolgt. Die Axone sind zur Beschleunigung der Fortleitung durch elektrische Isolierung mit einer fetthaltigen Zellschicht, der Myelinscheide, umwickelt.

###### Aufbau des Nervensystems aus motorischer Sicht
Im peripheren Nervensystem lassen sich afferente und efferente Nerven (Axone) unterscheiden. Die afferenten Nerven leiten die Informationen zum Zentrum – Rückenmark, Hirnstruktur – aber auch von den Sinnesorganen zu den primären Nervenzellen. Efferente Nerven sind die Axone von den Nervenzellen zu den Erfolgsorganen (Muskeln oder Drüsen). Im zentralen Nervensystem ist diese Unterscheidung nicht sinnvoll, weil häufig Kreisprozesse erfolgen, also ausgesendete Informationen über andere Nervenzellen wieder auf die ursprünglich aussendende Zelle zurückwirken.

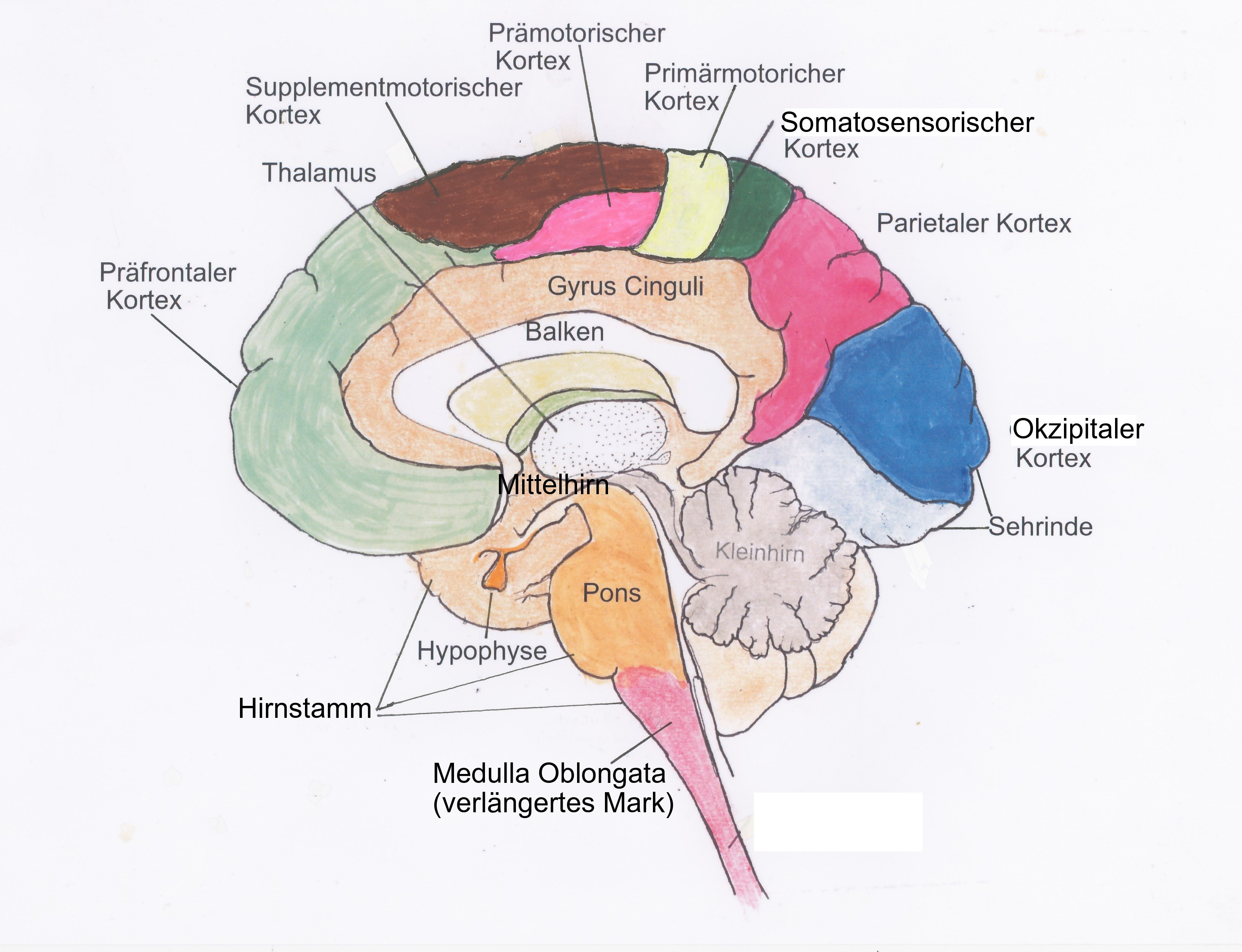
Darstellung der rechten Großhirnhemisphäre nach Längsschnitt, mit einzelnen Funktionsbereichen

Das Zentrale Nervensystem lässt sich – aus der Sicht der Bewegungskontrolle – gliedern in das Rückenmark, den Hirnstamm mit verlängertem Mark (Medulla oblongata), Brücke (Pons) und das Mittelhirn, das Zwischenhirn mit Thalamus, Hypothalamus, Subthalamus und dem Epithalamus. Darüber wölbt sich das Großhirn, deren beide Hälften durch den sogenannten Balken miteinander verbunden sind. Unterhalb der Großhirnrinde (graue Substanz), das die Nervenzellen enthält und einem Komplex von Leitungsbahnen (weiße Substanz) befinden sich weitere Strukturen, die für die Bewegungskontrolle eine große Bedeutung haben wie die Basalganglien, der Gyrus cinguli (zwischen Großhirnrinde und Balken – er erfüllt auch Aufgaben der Emotionalität) und das Limbische System, dass viele Kerne für Emotionen und Werte enthält. Besonders wichtig für die Bewegungskontrolle ist auch das Kleinhirn, das sich hinter der Pons befindet.

###### Kontrollaufgaben der einzelnen Hirnabschnitte
Die Kontrollsysteme für die menschliche Bewegung sind sowohl hierarchisch als auch parallel aufgebaut. Auf diese Weise ist es gewährleistet, dass einerseits Energie gespart wird, indem auf niedrigeren Ebenen Abläufe schneller abgerufen und ausgeführt werden können, während auf höheren Ebenen komplexere und neue Aufgaben bearbeitet werden. Außerdem können bei Ausfällen kleinerer Systemteile die parallelen Strukturen benutzt werden können, um angestrebte und notwendige Ziele dennoch zu erreichen. Daher gibt es verschiedene Aufgaben der Bewegungskontrolle, die auf verschiedenen Ebenen bearbeitet werden.
a. Rückenmark
Im Rückenmark werden die Reflexe des Rumpfes und der Extremitäten gesteuert und kontrolliert, dazu rhythmische Automatismen wie das Gehen und das Kratzen. Reflexe sind nicht, wie man lange Zeit annahm, starr, das bedeutet, dass sie immer in der gleichen Weise ablaufen, sie sind vielmehr modifizierbar und modulierbar, auch wenn es sich, wie beim Kniesehnenreflex um einen monosynaptischen (das bedeutet, er ist nur über ein einziges Motoneuron im Rückenmark geschaltet) Reflex handelt. Dieses eine Neuron erhält nämlich nicht nur das Dehnungssignal aus dem Muskel, sondern Signale über viele weitere Dendriten zum Beispiel auch direkt vom primärmotorischen Kortex. Sind Interneurone in den Reflex eingeschaltet, sind die Einflussmöglichkeiten entsprechend größer.
b. Hirnstamm
Der Hirnstamm verbindet die funktionell unterschiedlichen Strukturen des Großhirns und des Rückenmarks miteinander. Er liegt hinter und unterhalb (caudal) des Großhirns und oberhalb (rostral) des Rückenmarks. Er besteht aus dem Mittelhirn (Mesencephalon), der Brücke (Pons) und dem verlängerten Rückenmark (medulla oblongata). Er enthält hauptsächlich Nervenverbindungen und Nervenstränge, zum Beispiel den Tractus corticospinalis (Motorik), den Lemniscus medialis (Sensorik) oder den Tractus spinothalamicus (für Schmerz, Berührung und Temperaturempfindung) sowie Nervenkerne.
Der Hirnstamm ist für die unbewussten Zustände der Vorbereitung von Aktionen verantwortlich, und die Kommunikation mit anderen Individuen. Er hat weitreichende steuernde Aufgaben in den Bereichen der Motorik, der vegetativen Zustände aber auch der kognitiven Funktionen. Zusammen mit dem Rückenmark lässt sich der Hirnstamm als eine Art Werkzeugkiste (toolbox) der neuronalen Netzwerke betrachten, denn er enthält das grundlegende Repertoire für die konkrete Vorbereitung, Ausführung und Kontrolle aller motorischen Aktionen.
Möglich ist das dadurch, dass alle Informationsstränge – absteigend (efferent) und aufsteigend (afferent) – zwischen Großhirn und Rückenmark durch den Hirnstamm verlaufen, und andere wichtige Informationen dazukommen. Dort treffen die vom Großhirn ausgehenden und die aus dem Rückenmark rückgekoppelten Meldungen, die vom Kleinhirn koordinierten sowie die Informationen der Hirnnerven aus den Sinnesorganen des Kopfes und den vitalen Prozessen im Organismus aufeinander und werden ineinander integriert. Zu dieser Integrationsarbeit dienen die zahlreichen Nervenkerne (das sind Zusammenballungen zahlreicher Neurone, die zur Erfüllung bestimmter Aufgaben zusammenarbeiten und durch weitreichende und reziproke Verzweigungen und Verknüpfungen miteinander verbunden sind).

Kontrollschleifen der Motorik über Basalganglien und Kleinhirn

c. Die subkortikalen motorischen Zentren (Kleinhirn und Basalganglien)
Kleinhirn und Basalganglien sind die zwei großen subkortikalen motorischen Systeme, die beide über den Thalamus mit verschiedenen Bereichen des Großhirns in Verbindung stehen und für unterschiedliche Kontrollen der Bewegung verantwortlich sind.
Das Kleinhirn. (Cerebellum) ist ein sehr alter Bestandteil des Hirns. Wie beim Großhirn bildet der Kortex (lateinisch = Rinde) mit den Nervenzellen die äußere Schale des Kleinhirns. Sie umschließt die 3 Tiefen Kleinhirnkerne, die Ausgabeformationen für die Informationen mit den Nervenleitungen. Der Kortex enthält in horizontaler Richtung 7 Blätter (lateinisch: folium = Blatt), in vertikaler Richtung in der Mitte den Vermis und daran seitlich angrenzend jeweils einen Teil das Spinocerebellum, und das Cerebrocerebellum. Der älteste Teil ist das Vestibulocerebellum, das horizontal unterhalb der Gesamtformation liegt.
Das Vestibulocerebellum ist, wie der Name sagt, mit dem Vestibulum, dem Gleichgewichtszentrum, verbunden und hauptverantwortlich für die Aufrechterhaltung des Gleichgewichts. Eine Funktionsstörung dieses Kleinhirnteils führt zu Gleichgewichtsstörungen im Stand und in der Bewegung.
Das Kleinhirn hat weiterhin die Aufgabe, Unstimmigkeiten zwischen der Planung (Intention, Ziel) einer Bewegung und ihrer aktuellen Ausführung auszuwerten und die motorischen Zentren des Großhirns sowie des Hirnstamms mit den notwendigen Informationen für einen Ausgleich zu versorgen. Um das leisten zu können, wird es selbst mit intensiven Informationen über die Ziele der Bewegung, die Befehle zu deren Ausführung (vom Primärmotorischen Bereich des Großhirns), sowie allen Feedbackinformationen der Sinnesorgane über die ablaufende Bewegung versorgt. Dabei ist im Einzelnen das Vestibulozerebellum für die Regulation des Gleichgewichts und der Augenbewegungen verantwortlich, das Spinocerebellum für die Bewegungen des gesamten Körpers und der Gliedmaßen, während das Cerebrocerebellum durch die Rückmeldungen aus allen Sinnesorganen über die aktuell ablaufende Bewegung die Auswertung vornimmt und durch entsprechende Informationen an die dafür zuständigen Stellen dafür sorgt, dass Plan und Ausführung zur Deckung gelangen. Zur Kontrolle der Bewegungen arbeitet das Kleinhirn intensiv mit Augenbewegungen, Ohren (Gleichgewichtssinn), dem retikulären System und dem Rückenmark zusammen.
Funktionsstörungen oder Verletzungen des Kleinhirns führen zu typischen Störungen von Bewegungen, vor allem zur Ataxie (mangelnde Koordination), zum Beispiel beim Gang. Die Dysmetrie führt zum Zittern zum Beispiel der Hände, die Hypermetrie zum Hinausschießen über das Ziel, die Hypotonie zu einem mangelnden Widerstand bei einer Änderung der Platzierung von Gliedmaßen.
Die Basalganglien bestehen aus vier Kernen (Striatum, Globus pallidus, Substantia nigra, Nucleus subthalamicus), die paarig um den Thalamus herum angeordnet sind. Sie sind durch zahlreiche Nervenleitungen mit verschiedenen Bereichen des Großhirns, des Thalamus und verschiedenen Kernen des Hirnstamms verbunden. Bei den Verbindungen handelt es sich um parallele kreisförmige Verbindungen, die von spezifischen Bereichen der Großhirnrinde ausgehen und über die Basalganglienkerne und den Thalamus zu ihrem Ausgangsbereich zurück verlaufen. Es lassen sich fünf solcher Kreise identifizieren, zwei davon sind fast rein motorisch, einer startet im limbischen Bereich.
Die Basalganglien stellen den entscheidenden Ort dar, von dem aus die Bewegungsabläufe aktiviert und dann im Hirnstamm koordiniert werden,[39]
Das Striatum erhält Informationen aus fast allen Teilen des Großhirns. Das bedeutet, dass es auch an der Planung von Bewegungen beteiligt ist. Vom Striatum werden nach entsprechender Verarbeitung Signale an den Globus pallidus und die Substantia nigra weitergegeben, von denen sie zum Thalamus und von dort wieder zu den Ausgangsbereichen im Großhirn gelangen. Signale durch den Neurotransmitter Dopamin von der Substantia nigra wirken hemmend auf die erregenden Signale aus dem Großhirn, modulieren also die Großhirnsignale.
Der Nucleus subthalamicus erhält – meist exzitatorische – Informationen von allen Bereichen der Kortex, die für die Bewegung verantwortlich sind (primär motorischer, prämotorischer, supplementmotorischer Bereich sowie die frontalen Augenfelder) und sendet Signale zum Globus pallidus und zur Substantia nigra, die wiederum über den Thalamus ihre Signale zu den Ausgangsbereichen senden. Zu ihm gelangen auch modulierende (Dopamin) Signale von der Substantia nigra (Pars compacta) und dem limbischen System. Seine Ausgangssignale laufen über den Thalamus wiederum zum Großhirn.
Die Auslösung der Bewegungen geschieht durch die Ausgabesignale des Pallidum (Globus pallidus internus), der Ausgabeformation der Basalganglien an den Hirnstamm. Unter Ruhebedingungen werden diese Auslösekommandos durch starke inhibitorische (tonische Hemmung) Kontrollbefehle verhindert. Um die Bewegungsfolgen auszulösen, muss diese Hemmung (durch Disinhibition) durch Neurone der Eingangsformation der Basalganglien, des Striatums, aufgehoben werden.
Der Globus pallidus ist also der wichtigste Ausgabeteil der Basalganglien für die Bewegung der Gliedmaßen. Er sendet Informationen außer zum Hirnstamm auch über den Thalamus zu den Großhirnbereichen. Durch letztere besteht die Möglichkeit der indirekten Beeinflussung der motorischen Kommandos vom Primärmotorischen Kortex zu den Motoneuronen im Rückenmark.
Aus diesen intensiven Verbindungen wird ersichtlich, welch bedeutende Rolle die Basalganglien für die Kontrolle der Bewegungen haben – sowohl für die Planung und Durchführung wie auch deren emotionale Begleitung und Beurteilung. Und es wird daraus auch deutlich, wie schwerwiegend Verletzungen oder Funktionsstörungen der Basalganglien sind.
Die bekannteste Krankheit, die durch eine Funktionsstörung der Basalganglien ausgelöst wird, ist die Parkinson-Krankheit. Bei ihr ist die Dopaminausschüttung von der Substantia nigra zum Globus pallidusvermindert. Dadurch kommt es zu den charakteristischen Störungen der Bewegung (Verlangsamung der Bewegungen (Bradykinese); Steifheit der Muskeln (Rigor); Zittern (Tremor); schlurfender Gang).
Eine weitere schwerwiegende Bewegungsstörung ist die Chorea Huntington, bei der es zu ruckhaften Bewegungen (Chorea) bis hin zum Zittern und zu sich windenden Bewegungen der Gliedmaßen (Dystonie oder Athetose) kommt. Die Huntington-Krankheit führt auch dazu, dass häufig motorische Verhaltensweisen nicht mit dem sozialen Kontext in Einklang gebracht werden können. Das weist darauf hin, dass die Basalganglien auch für kognitive Aspekte der Bewegung verantwortlich sind.
d. Motorische Kontrollfunktionen durch Gebiete der Großhirnrinde
Eine direkte Kontrolle der willkürlichen Bewegungen geht von den Pyramidenzellen im primärmotorischen Bereich der Großhirnrinde aus. Sie bildet eine direkte Verbindung, die Pyramidenbahn (Tractus corticospinalis), zu den Motoneuronen im Rückenmark. Dies ist eine sehr schnelle Verbindung. Nach dem Verlauf durch den Innenbereich des Großhirns (Innere Kapsel) kreuzen die meisten dieser Nervenfasern an der Basis der Medulla oblongata (verlängertes Mark) auf die jeweils andere Körperseite. Das bedeutet, dass die Muskeln der rechten Körperseite durch die motorische Rinde in der linken Großhirnhemisphäre innerviert und kontrolliert werden. Nach der Kreuzung verlaufen die Nervenfasern in der weißen Substanz des Rückenmarks (Leitungsbahnen) und treten auf der Höhe des Wirbelsäulensegments, von dem ihre Zielmuskeln innerviert werden, in die graue Substanz des Rückenmarks ein. Dort verzweigen sie sich. Ein Teil bildet Synapsen an Interneuronen, die über ihre Signale an die Motoneuronen die Rumpfmuskulatur und die rumpfnahen Teile der Gliedmaßen kontrollieren. Ein anderer Teil geht direkt an die Motoneurone, deren Axone zu den Muskeln der rumpffernen Gliedmaßen führen und auf diese Weise zum Beispiel die feinen Hand- und Fingermuskeln kontrollieren.
Neben der Pyramidenbahn verlaufen zwei weitere Nervenbahnen vom primärmotorischen Kortex zu den Motoneuronen im Rückenmark. Einer von ihnen, der Tractus corticorubrospinalis wird im Nucleus ruber (roter Kern) umgeschaltet, der andere, der Tractus corticoreticulospinalis in der Formatio reticularis in der Pons und der Medulla oblongata. Beide unterstützen die Kontrolle der rumpffernen bzw. der rumpfnahen Muskulatur. Sie können aber auch bei Ausfall der Pyramidenbahn diese zum Teil ersetzen.
Die Rückkopplung der motorischen Kommandos erfolgt direkt durch die sensorischen Signale aus den innervierten Muskeln (über ihre Längenveränderung – genau genommen über die Geschwindigkeit der Längenveränderung – und ihre Spannung), aus den Sensoren der sie umgebenden Bindegewebe sowie aus den Sensoren, die für die aktuelle Position des gesamten Körpers wichtig sind. Diese Rückmeldungen können auf verschiedenen Ebenen (Rückenmark, Hirnstamm, subkortikale Zentren) verarbeitet werden – das bedeutet den Abgleich zwischen den als Folge der Planung ausgegebenen Kommandos und dem Ergebnis der aktuellen Ausführung. Auf diese Weise wird eine ablaufende Bewegung ständig online kontrolliert. Diese Vorgänge müssen nicht bewusst werden.
Die Kommandos, die vom primärmotorischen Kortex an die Motoneurone ausgehen, sind – mit wenigen Ausnahmen (Notfälle) – vorher durch verschiedene Kontrollschleifen gelaufen. Dabei werden zum einen die sensorischen Eingaben von der Außenwelt und die aus der internen Welt des Organismus verfolgt und aufeinander abgestimmt. Dazu werden sie mit den Absichten und Plänen der handelnden Person in Einklang gebracht. Letzteres geschieht in anderen Bereichen der Großhirnrinde (Planen zum Beispiel im präfrontalen Kortex; die motorische Vorbereitung vor allem in den subkortikalen Zentren – Hirnstamm, Kleinhirn und Basalganglien, die ihre Informationen über den Thalamus zum somatosensorischen Kortex leiten).
Ziel der Bewegungskontrolle ist es immer, dass ein angestrebtes Bewegungsziel erreicht werden oder einfach die aktuelle Position zum Beispiel gegen Störungen und/oder Widerstände aufrechterhalten werden kann.

###### Verletzungen des Nervensystems und deren Folgen für die Bewegung
Verletzungen des Nervensystems äußern sich potentiell auch in Störungen der Bewegungsfunktionen. Von Verletzungen können die Zellkörper selber, die Leitungsbahnen oder die Myelinscheiden (Umhüllungen/Isolierungen) der Leitungsbahnen betroffen sein. Verletzungen der Nervenkörper können durch Mangelernährung, Gewalteinwirkung oder Tumore hervorgerufen werden. Sie führen zur Zerstörung, zum Absterben der Nervenzellen – einschließlich ihrer Leitungsbahnen bzw. umgekehrt: Wird eine Leitungsbahn durchtrennt, geht die Nervenzelle, von der sie ausgeht, zugrunde – es sei denn, dass durch eine Aussprossung das Zielgebiet, zum Beispiel ein Muskel, wieder erreicht wird. Nervenkörper können sich nicht regenerieren. Die Folge einer solchen Zerstörung ist der Verlust ihrer Funktion. Betrifft die Zerstörung nur einzelne Nervenzellen, kann deren Funktion von benachbarten Nervenzellen mitübernommen werden. Es können auch benachbarte Zellen umfunktioniert werden. Betrifft die Zerstörung ein größeres Areal, kann es zu dauerhafte Funktionsstörungen bis hin zu deren vollständigem Verlust kommen. Sind motorische Areale davon betroffen, was häufig der Fall ist, kommt es zu Bewegungsstörungen.
Die bekanntesten häufig vorkommenden Ursachen für schwerwiegende Bewegungsstörungen sind Querschnittlähmung (Durchtrennung des Rückenmarks), Schlaganfall (Apoplex), die Parkinson-Krankheit und die Multiple Sklerose (MS).
Bei einer Durchtrennung des Rückenmarks (Querschnittlähmung) werden vor allem die Leitungsbahnen, sowohl die afferenten (zum Hirn hinführenden) als auch die efferenten (zum Erfolgsorgan zum Beispiel den Muskeln führenden) zerstört, aber auch Nervenzellen auf der Höhe der Durchtrennung. Die Durchtrennung kann inkomplett oder komplett sein. Bei einer kompletten Durchtrennung werden die Muskeln die von Motoneuronen unterhalb der Durchtrennung innerviert werden, nicht mehr von höheren Zentren erreicht, das bedeutet nicht mehr kontrahiert werden, und die sensiblen Informationen aus diesen Bereichen entfallen. Bei inkompletten Durchtrennungen sind einzelne Wahrnehmungen und Bewegungen noch möglich. Eine Rehabilitation ist in diesen Fällen teilweise möglich. Bei kompletten Querschnitten ist eine Wiederherstellung der natürlichen Funktionsfähigkeit bisher nicht möglich. Ein Überleben dieser Patienten ist aber – je nach Höhe der Durchtrennung – durch die heutigen Behandlungsmöglichkeiten bei akzeptabler Lebensqualität meist gewährleistet (s. Artikel Querschnittlähmung). Da unterhalb der Durchtrennung des Rückenmarks die Motoneurone zwar nicht mehr mit dem Hirn verbunden, aber nicht zerstört sind, können die Reflexe erhalten bleiben und trainiert werden. Die Erhaltung ihrer Funktion ist wichtig, damit die Muskeln funktionsfähig bleiben und die Gelenke nicht versteifen. Auch für zur Verbesserung der Kreislauffunktion ist das Trainieren der Reflexe wichtig.
Das häufigste Krankheitsbild der Zerstörung von Nervenzellen (Neuronen) im Großhirn ist der Schlaganfall (Apoplexia cerebri). Durch Mangelernährung – arteriosklerotische Verstopfung der Blut zuführenden Arterien (Hirninfarkt) – oder einer akuten Blutung (primär hämorrhagischer Insult) gehen die Neurone ganzer Funktionsbereiche zugrunde. Deswegen gehen die entsprechenden Funktionen – kognitive und motorische – verloren (siehe Artikel Schlaganfall). In und nach der Akutphase wird versucht, zu verhindern, dass weitere, in der Umgebung der Läsion gelegene Nervenzellen zugrunde gehen. Durch Bewegungstraining wird dann versucht, erhaltene Nervenzellen zu aktivieren, um durch Umfunktionieren benachbarter Zellen, einen Teil der verloren gegangenen Funktionen zu ersetzen.
Die gleichen Funktionsstörungen bzw. -ausfälle können bei Schädel-Hirn-Traumata auftreten. Bei dieser Verletzungsart werden durch mechanische Einflüsse Hirnblutungen ausgelöst, die zu Quetschungen und Zerstörungen von Hirnabschnitten führen. Je nach dem Ort der Zerstörung fallen die Funktionen, die von den betroffenen Regionen hauptsächlich aktiviert werden (zum Beispiel die Sprache oder bestimmte Bewegungen), aus. Sie können sich nicht regenerieren.
Zur Rehabilitation all dieser Verletzungen ist eine möglichst schnelle Behandlung notwendig sowie im weiteren Verlauf eine intensive Bewegungstherapie.
Zu den bekanntesten häufig vorkommenden Erkrankungen des Nervensystems gehören die Parkinson-Krankheit und die Multiple Sklerose.
Die Parkinson-Krankheit entsteht meist im fortgeschrittenen Lebensalter, wenn die Dopamin ausschüttenden Nervenzellen in der Pars Compacta der Substantia nigra zugrunde gehen. Dadurch kommt es zu den typischen Bewegungsstörungen, zum Beispiel der Akinese (Bewegungsarmut – Verlangsamung aller Bewegungen, kleinschrittiger, schlurfender Gang) und Rigor (Steifheit, Erhöhung des Muskeltonus).
Während die Parkinsonsche Erkrankung zu für die Krankheit typischen Bewegungsstörungen führt, ist das bei der Multiplen Sklerose nicht der Fall, da die Krankheit nicht in einem bestimmten Hirnbereich auftritt, sondern alle Nerven (Axone) betreffen kann.
Es handelt sich bei dieser Erkrankung um eine durch Entzündungsprozesse ausgelöste fortschreitende Zerstörung der Myelinscheiden, der Umhüllungen (Isolierschichten) der Nervenbahnen. Daher können alle Bereiche des zentralen Nervensystems betroffen werden. Die Zerstörung der Myelinscheiden führt zur Verlangsamung bis zur Blockierung der Nervensignale, so dass deren Funktionen unzureichend, fehlerhaft oder gar nicht mehr ausgeführt werden können. Bei fortgeschrittener Krankheit ist auch das Bewegungssystem betroffen.
Bei beiden Erkrankungen ist eine intensive Bewegungstherapie notwendig und hilfreich.

#### Psychomotorisches Verhalten
Der Bereich des psychomotorischen Verhaltens hat sich zum Teil aus der Vermittlung von Bewegungsabläufen für Schüler oder Athleten entwickelt. Die Methoden der Erforschung stammen meist aus der Psychologie. Dabei stehen die behavioristischen (Behaviorismus) Verfahren im Vordergrund. Das bedeutet, es wird im Wesentlichen das sichtbare Verhalten des Lernenden aufgezeichnet und vermessen. Mit den daraus gewonnenen Daten kann die Entwicklung zum Beispiel der Qualität einer Bewegungsausführung beurteilt werden. Es können aber auch bei Wiederholungen dieser Untersuchungen in bestimmten Zeitabschnitten Rückschlüsse auf neuronale Vorgänge bei der Ausführung sowie deren mögliche Veränderungen gezogen werden. Ein Schwerpunkt der Forschung in diesem Bereich ist die Untersuchung der Rückmeldung (zum Beispiel ihre Form und ihr Zeitpunkt bezüglich der Bewegungsausführung) auf die folgende Ausführung und besonders auf den Lernverlauf.
Der rein psychologische Anteil dieses Bereichs bezieht sich auf den Einfluss des individuellen psychisch-emotionalen Zustands der Person, die sich bewegt. Hierbei spielen seine individuelle Bewegungsentwicklung (Bewegungserfahrung) eine Rolle, aber auch seine allgemeine Entwicklung von Wissen und Erfahrung. Genetische Bedingungen spielen hierbei eine Rolle aber auch der aktuelle emotionale Zustand des Untersuchten. Es wird versucht, die Gesetzmäßigkeiten dieser Einflüsse zu beschreiben, ihre Auswirkung auf zukünftige Ausführungen zu beurteilen und Möglichkeiten der Einwirkung von Maßnahmen in diesen Bereichen auf einen Athleten oder eine behinderte Person zu entwickeln, anzuwenden und zu überprüfen.

#### Bewegungs- und Sportsoziologie
Während die Bewegungspsychologie sich mit den Gesetzmäßigkeiten der individuellen Geschichte und Befindlichkeit des Menschen, der sich bewegt, beschäftigt, geht es in der Bewegungssoziologie um die Einflüsse auf die Bewegung eines Menschen durch soziale, kulturelle, bebaute und politische Umgebungseigenschaften. Das ist zum einen die aktuelle Umgebung, zum Beispiel der Umstand, ob er sich alleine bewegt oder in einer Gruppe. Auch wird untersucht, ob das Bewegungsverhalten (sichtbar und vom Empfinden des sich Bewegenden her) davon abhängig ist, ob der Mensch sich in einer Gruppe von bekannten und/oder sympathischen Personen befindet oder in einer mit fremden und/oder unsympathische Personen. Ebenfalls von Interesse ist der Einfluss von Zuschauern (bekannten und/oder fremden). Diese Fragestellungen gelten gleichermaßen für Alltagsbewegungen und vorgeschriebene Bewegungen zum Beispiel im Berufsleben und im Sport.
Weiterhin wird untersucht, wie sich Kulturen und Traditionen – auch im Zusammenwirken mit den bereits genannten Einflussfaktoren – auf das Bewegungsverhalten und dessen Ausführung auswirken. Das gilt zum Beispiel für kulturelle Handlungen wie Sport, zum Beispiel die Art und Ausführung von Sportarten (Wettkämpfe, Turniere, Regeln) und Tänzen (rituelle und Gesellschaftstänze). Das gilt aber auch zum Beispiel für die Begrüßungsformen und -rituale (besonders auch die militärischen Begrüßungsrituale), aber auch zum Beispiel für Schreibtechniken. Dabei interessiert immer die Frage nach den Wechselwirkungen zwischen all diesen Faktoren und der Persönlichkeit der Person, die sich bewegt.
Die Forschungsmethoden in diesem Bereich sind die der Soziologie und die der Geschichtswissenschaften.
Die Ergebnisse der Forschung in diesem Bereich spiegeln die Entwicklung von Kulturen und sind von kulturhistorischem Interesse.

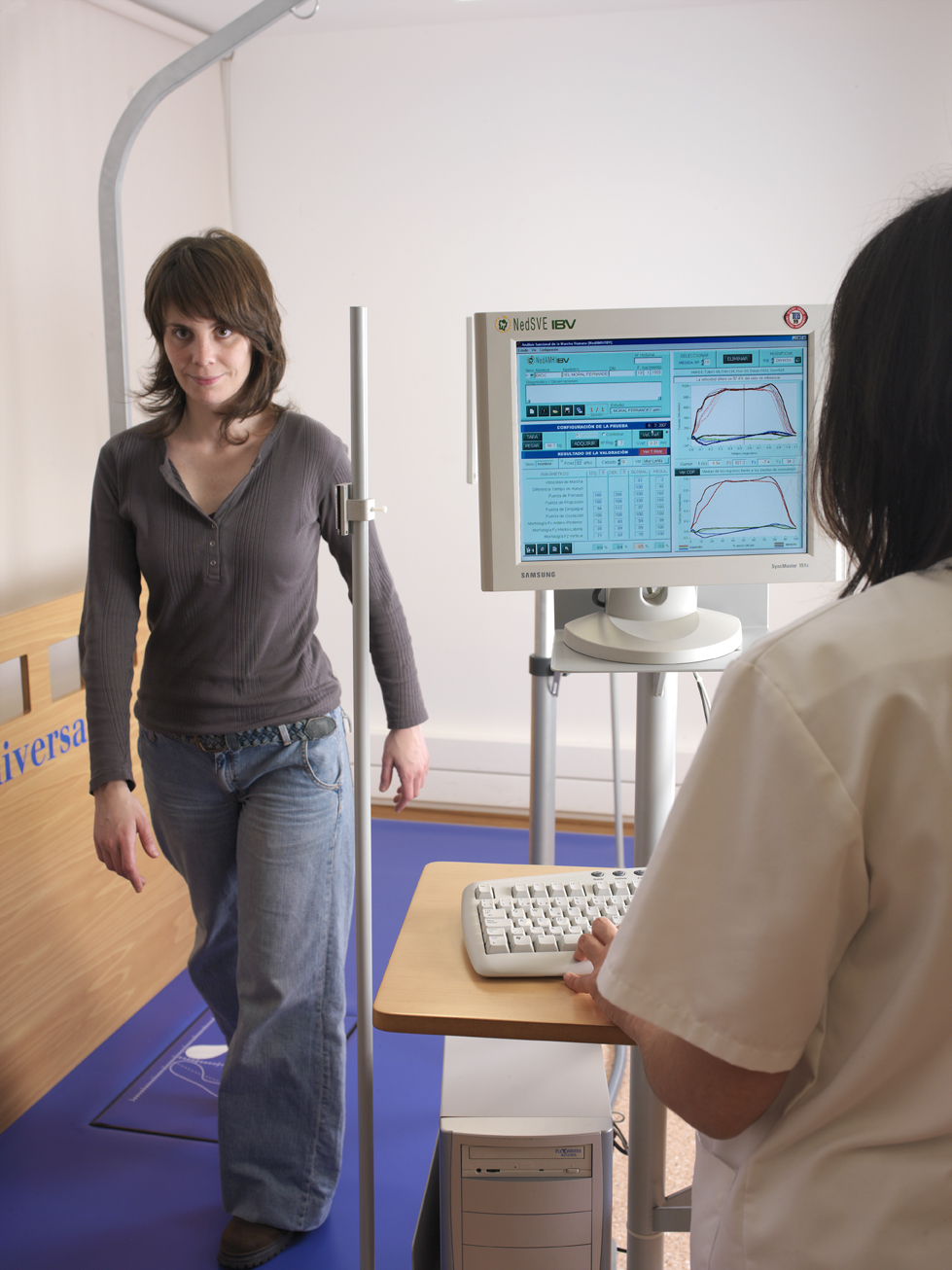
Untersuchung des Fußabdruckes einer Probandin mit Hilfe einer Kraftmessplatte

## Definition der Sportwissenschaft in Deutschland
Die Bewegungswissenschaft definiert sich als Forschungsgebiet und akademische Lehre über die menschliche Bewegung und hat sich zu einem Teil aus der Bewegungslehre der Leibesübungen heraus entwickelt. Sie ist eine historisch gewachsene, interdisziplinär angelegte Integrationswissenschaft und ist zum Beispiel eine wichtige Teildisziplin der Sportwissenschaft, die gleichermaßen grundlagen- und anwendungsorientiert ist. Sie beschäftigt sich mit Themen und Problemen aus dem Bewegungsbereich im weiteren Sinne, die in einem Außen- oder Innenaspekt betrachtet werden. Dies sind einerseits beobachtbare Produkte (Bewegungen und Haltungen) sowie andererseits das Gesamtsystem körperinterner Prozesse, das Bewegungen hervorruft. Sie überschneidet sich insofern mit Sportpsychologie, Sportpädagogik, Sportsoziologie und Sportmedizin.

## Strukturierung
Im Gegensatz zu den meisten anderen Teilgebieten hat die Bewegungslehre keine sogenannte Mutterwissenschaft, an der sie sich orientieren könne. Anfänglich sollte die Bewegungslehre Einsichten und Kenntnisse über Bewegungsformen und Bewegungstechniken für die Gestaltung von Lernen und Unterricht bereitstellen, später entwickelte sie sich zu einer eigenständigen Disziplin. Für den anwendungsbezogenen Bereich ist heute noch der Begriff Bewegungslehre gebräuchlich. Der Bereich der Biomechanik mit seiner naturwissenschaftlich-technischen Ausrichtung zur quantitativen Erfassung sportlicher Bewegung, ist heute ein weitgehend eigenständiger Theoriebereich, der immer mehr auch traditionell der Bewegungslehre und Sportmotorik zugeordnete Themen in seine Fragestellung einbezieht. Eine Strukturierung erfolgt in Deutschland zwischen Außen- und Innenaspekt, wobei verschiedene Bezeichnungen geläufig sind:
| Außenaspekt        | Innenaspekt        |
| ------------------ | ------------------ |
| Außensicht         | Innensicht         |
| Fremdsicht         | Eigensicht         |
| Bewegung           | Sensomotorik       |
| Produktbereich     | Prozessbereich     |
| Äußere Biomechanik | Innere Biomechanik |

### Außenaspekt
In dem Außenaspekt wird eine Bewegung oder Haltung als in Raum und Zeit beobachtbare Erscheinung und Veränderung erklärt. Eine Bewegung lässt sich nur dann angemessen regulieren, wenn bestimmte Ausgangspositionen durch eine angemessene Haltung des Körpers und der Gliedmaßen gewährleistet ist. Dabei sind beide Funktionen untrennbar miteinander verbunden. Eine Haltung muss beweglich sein, um die fortschreitende Bewegung in jedem Augenblick halten zu können.
Zielstellungen:
- Beschreibung, Erklärung und Ordnung von Bewegungstechniken und Bewegungshandlungen
- Entwicklung und Verbesserung von Beurteilungskriterien für Bewegungen (Bewegungsanalyse)
- Analyse von Bewegungsausführungen
- Untersuchung der Ausbildung motorischer Fertigkeiten und Fähigkeiten in der Lebensspanne
- Beschreibung und Erklärung von motorischen Leistungsdifferenzen
- Bereitstellung sportmotorischer Tests für den Leistungs-, Schul-, Breiten- oder Gesundheitssport[4][49]

### Innenaspekt
In dem Innenaspekt werden alle internen Vorgänge untersucht, die eine wahrnehmbare Bewegung überhaupt erst ermöglichen. Dabei werden vor allem koordinative Steuerungs- und konditionelle Funktionsprozesse analysiert, was unter dem Begriff Motorik zusammengefasst wird. Die Motorik kontrolliert die Körperbewegungen (Zielmotorik, teleokinetische Motorik) und Haltungen (Stützmotorik, ereismatische Motorik). Sie wirkt zusammen mit emotionalen und motivationalen sowie sensorischen und kognitiven Vorgängen, so dass auch die Wechselbeziehungen untersucht werden (siehe Sensomotorik, Psychomotorik, Soziomotorik, Sensomotorik oder Spezialgebiete der Motorikwissenschaft).
Zielstellungen:
- Ermittlung von Gesetzmäßigkeiten der motorischen Kontrolle und des motorischen Lernens
- Beschreibung und Erklärung motorischer Leistungsdifferenzen
- Analyse und Erklärung motorischer Veränderungsprozesse (motorisches Lernen, motorische Entwicklung in der Lebensspanne)
- Bestimmung von Ziel-, Zweck- und Sinnbezügen
- Entwicklung und Verbesserung der Diagnosemethoden der Motorik
- Untersuchung der Bedeutung von Bewegung als grundlegende Dimension menschlichen Verhaltens
- Entwicklung von Prinzipien, Methoden und Techniken für die Lehr- und Lernprozesse im Sport[4][49]

## Betrachtungsweisen

Betrachtungsweisen in der Bewegungswissenschaft

Im Zusammenhang mit der Verwissenschaftlichung bildeten sich verschiedene Konzepte und Betrachtungsweisen heraus mit der Folge einer Ausdifferenzierung und Spezialisierung. In der Entwicklung der Bewegungswissenschaft haben sich vier Betrachtungsweisen besonders durchgesetzt: Die biomechanische, die ganzheitliche, die funktionale und die fähigkeitsorientierte Betrachtungsweise.

### Biomechanische Betrachtungsweise

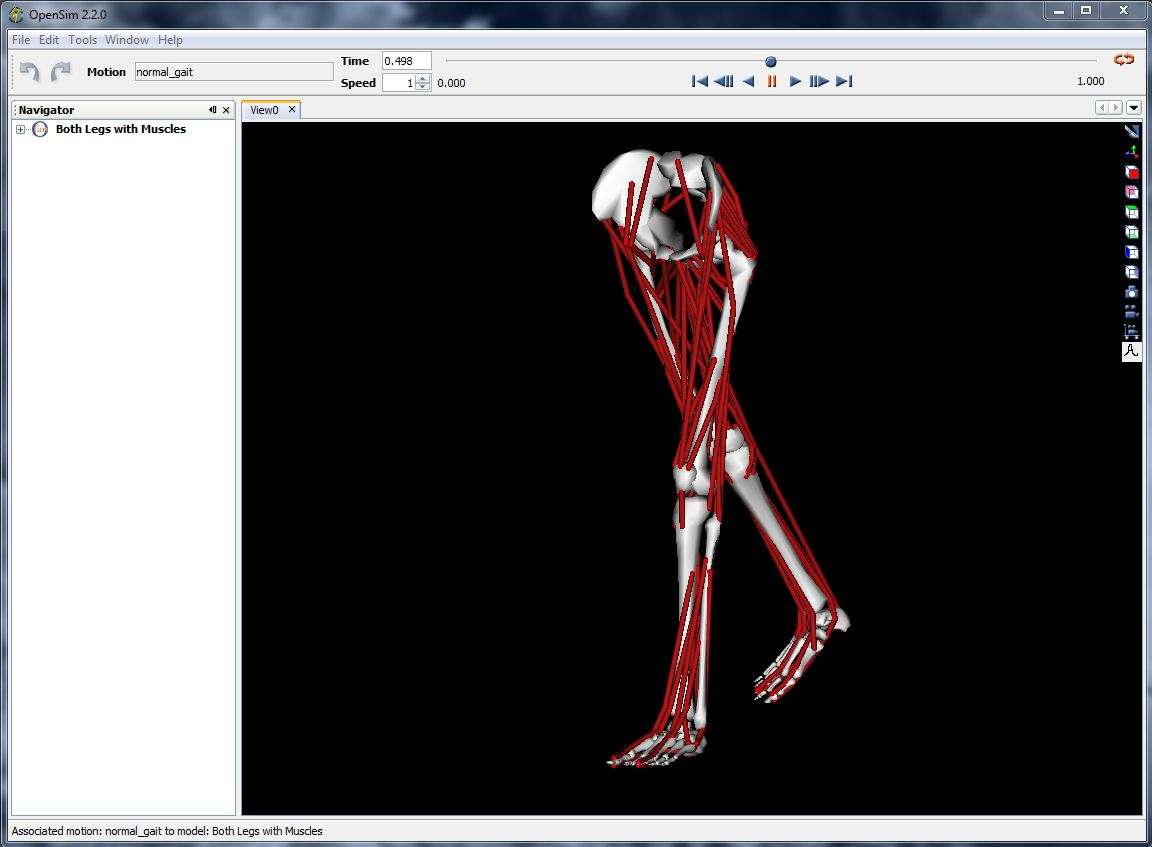
Biomechanisches Modell von Skelett und Muskulatur

Biomechanik als Teildisziplin der Biophysik untersucht die Strukturen und Funktionen biologischer Systeme unter Verwendung der Begriffe, Methoden und Gesetzmäßigkeiten der Mechanik. Bei der Biomechanik des Sports sind der menschliche Körper, seine Bewegungsmöglichkeiten und die Bewegung Gegenstand der wissenschaftlichen Untersuchung. Mit Hilfe biomechanischer Messverfahren wird die Bewegung in Orts-, Zeit-, Geschwindigkeits-, Winkel- und Kraftmerkmale zerlegt. Dabei kommen Messmethoden wie zum Beispiel Kraftmessungen, Motion Capture oder Elektromyografie zum Einsatz. Lange Zeit konzentrierte man sich dabei auf den Außenaspekt der Bewegung. Das Hauptziel war eine Theoriebildung zur Formulierung sportartübergreifender biomechanischer Prinzipien wie zum Beispiel das Prinzip des optimalen Beschleunigungswegs oder das Prinzip der Anfangskraft. Ein weiteres Ziel war die Modellierung des sporttreibenden Menschen hinsichtlich des motorischen Verhaltens, des Körperbaus und der Aufdeckung der leistungsbestimmenden Kenngrößen. Mittlerweile wird auch der Innenaspekt der Bewegung verstärkt untersucht, wie zum Beispiel bioelektrische Muskel- und Reflexaktivitäten oder die Materialeigenschaften des menschlichen Körpers.
- Aufgaben: Objektive und quantitative Beschreibung und Erklärung sportlicher Bewegungstechniken
- Methoden: Mechanische, elektronische und optische Messverfahren, Modellierung
- Gebiete: Nach Messverfahren werden unterschieden: Mechanik mit Kinematik, Dynamik, Statik und Kinetik

### Ganzheitliche Betrachtungsweise

The Horse in Motion (1878).

Im Gegensatz zu den empirisch-analytischen (zum Beispiel biomechanischen, fähigkeitsorientierten) Ansätzen steht hier die ganzheitliche Betrachtung der Bewegung im Vordergrund und nicht ihre Zerlegung in Einzelteile. Eine Bewegung ist also mehr als die Summe ihrer Einzelkomponenten.
Die Bewegungskoordination umfasst nicht allein die Zusammenordnung von Bewegungsphasen, Kraftimpulsen und neurophysiologischen Funktionsprozessen, sondern auch eine zielgerichtete Abstimmung der unterschiedlichen Kontrollebenen der im Zentralnervensystem stattfindenden Teilprozesse. Der systemdynamische Ansatz und der Konnektionismus betrachten hierbei den Innenaspekt und zeichnen sich hauptsächlich durch eine sehr theoretische Ausrichtung aus. Die Morphologie, die den Außenaspekt, also die reine Beobachtung einer Bewegung untersucht, ist sehr praxisnah ausgelegt und hat eine große Bedeutung für die Sportpraxis. Morphologie gilt allgemein als elementare ganzheitliche Betrachtungsweise und ist vor allem für Bewegungsanalysen relevant.
Wesentliche Merkmale ganzheitlicher Betrachtungsweisen sind:
- Subjektbezogenheit: Die subjektive Erlebniswelt des Einzelnen soll zur Grundlage von wissenschaftlicher Forschung und Theoriebildung gemacht werden.[52] Dabei soll Bezug genommen werden auf a) einen Aktor, der Subjekt der Bewegung ist, b) eine konkrete Situation, in welche die Bewegungsaktion eingebunden ist und c) eine Bedeutung, welche die Bewegungsaktion leitet und sie in ihrer Struktur begreifbar macht. Es sind also nicht physikalische Messwerte wie zum Beispiel Raum, Zeit und Kraft relevant, sondern ihre subjektive Wahrnehmung. Diese bilden in der ganzheitlichen Betrachtungsweise Grundlage für wissenschaftliche Analysen.[53]
- Intentionalität: Das Bewegungsverhalten ist nicht als primär von objektiven Ursachen, sondern als von subjektiven Zwecken bestimmtes Verhalten zu sehen. Finalerklärungen wird der absolute Vorrang vor Kausalerklärungen eingeräumt. Die Frage ist somit nicht „Warum verhält sich jemand so oder so?“, sondern „Wozu verhält er sich so oder so?.“[54] Dies bedeutet, dass kausale Erklärungen wie zum Beispiel im Behaviorismus oder in der Biomechanik abgelehnt werden. Eine Erklärung des Kugelstoßes durch den schiefen Wurf oder die Erklärung einer sportlichen Bewegung mit biomechanischen Prinzipien wäre demnach unangemessen.[52]
- Pädagogische Ausrichtung: Die pädagogische Ausrichtung ist vor allem für die Morphologie relevant. Im Konnektionismus und im systemdynamischen Ansatz fehlt sie völlig.[52]
- Qualitative Sichtweise: Das Vorhandensein von qualitativen Merkmalen ist eine Konsequenz aus der Forderung nach einem subjektbezogenen Ansatz. Es handelt sich jedoch um einen einfachen Ansatz qualitativer Forschung, der nicht dem Anspruch zum Beispiel in den Sozialwissenschaften genügen würde.[52] Eine Bewegung in der qualitativen Bewegungsforschung wird mit bestimmen Begriffen beschrieben wie zum Beispiel rasch, langsam, beschleunigt, verzögert, gleichmäßig, ungleichmäßig, unruhig, unsicher, zittrig, gespannt, locker, federnd, flüssig, eckig, rhythmisch.[55]

Die Bedeutung der einzelnen Punkte für die verschiedenen ganzheitlichen Betrachtungsweisen ist sehr unterschiedlich.

### Morphologie

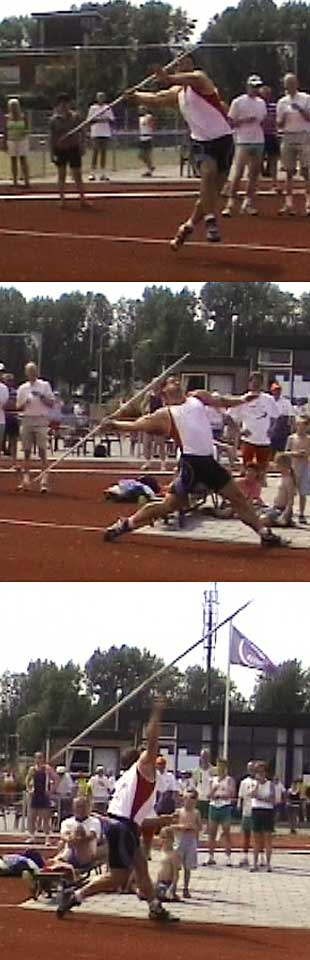
Untersuchung der Technik beim Speerwurf mit Hilfe von Serienfotografie.

Die morphologische Bewegungsanalyse zerlegt sportliche Bewegungsabläufe in direkt wahrnehmbare Merkmale der äußeren Form oder Gestalt und untersucht deren Beziehungen. Es wird nur der äußerlich sichtbare Teil einer Bewegung betrachtet. Nicht sichtbare Teile der Bewegung wie auftretende Kräfte, physikalische Gesetze oder innere Steuerungsprozesse werden nicht untersucht. Die morphologische Untersuchung ist oft die erste Stufe der Analyse einer Bewegung im Leistungssport, im Alltag eines Lehrers oder Trainers ist sie oft die einzige. Neben der einfachen Beobachtung bieten sich Methoden an, welche die Bewegungen zum Teil objektivieren, wie Video und Bild.

### Konnektionismus
Der Konnektionismus ist eine Betrachtungsweise aus der Kybernetik und beschäftigt sich mit dem Verhalten vernetzter Systeme basierend auf Zusammenschlüssen von künstlichen Informationsverarbeitungseinheiten. Verhalten wird als Produkt einer Vielzahl interagierender Komponenten verstanden, die sich wechselseitig beeinflussen. Mit Hilfe künstlicher neuronaler Netze wird die aus einem scheinbaren Chaos erwachsende Systemordnung simuliert. Nach dem Konnektionismus untersteht die Motorik parallel arbeitenden, hochgradig vernetzten Verarbeitungsprozessen im Gehirn.
Wesentliche Merkmale sind:
- Die Informationsverarbeitung im Gehirn verläuft außerordentlich parallel und verteilt.
- Es gibt keine zentrale Steuerungsinstanz.
- Mithilfe von künstlichen Neuronen wird die Funktionsweise der Informationsverarbeitung im Gehirn auf einem Computer nachgebildet.
- Künstliche neuronale Netze besitzen die Fähigkeit zu lernen.

Konnektionistische Modelle bieten interessante Lösungsansätze unter anderem für folgende Fragen:
- Welche Rolle spielt das Gehirn bei der Ausführung von Bewegungen?
- Wie kommt überhaupt eine koordinierte Bewegung zustande?
- Wie können wir uns die vielen verschiedenen gelernten Bewegungen merken?
- Warum verlernt man einige motorische Fertigkeiten, wie zum Beispiel Radfahren nicht?
- Lerne ich eine Bewegung besser, wenn ich sie oft hintereinander wiederhole, oder brauche ich beim Lernen Abwechslung?

### Systemdynamische Ansätze
Mit systemdynamischen Ansätzen wird die Selbstorganisation komplexer Systeme untersucht. Die biologisch inspirierten Konzepte basieren auf der Annahme massiv verteilter paralleler Verarbeitungsprozesse. Zentraler Grundgedanke ist dabei die Emergenz, die besagt, dass durch die Interaktion einzelner Komponenten etwas entsteht, was sich nicht aus den Eigenschaften der einzelnen beteiligten Komponenten ableiten lässt. Diese neue Qualität ist dabei nicht von außen aufgezwungen, sondern wird selbstorganisiert erreicht.

### Motologie
Die Motologie ist die Lehre vom Zusammenhang zwischen Bewegung und Psyche. Sie ist eine neue, aus der Psychomotorik entstandene, persönlichkeits- und ganzheitlich orientierte Wissenschaft, deren Gegenstand die menschliche Motorik als Funktionseinheit von Wahrnehmen, Erleben, Denken und Handeln ist.
In dem Mittelpunkt der Motologie steht die Frage, wie über eine ganzheitliche Körper- und Bewegungsarbeit Menschen in ihrer Entwicklung und Heilung unterstützen werden können. Sie beschäftigt sich mit allen Altersgruppen: mit Kindern und Jugendlichen, Erwachsenen und alten Menschen. Als pädagogisches oder therapeutisches Konzept ist sie in vielen Einrichtungen unter dem Begriff Psychomotorik vertreten.

### Gestalttheorie

Gestalttheorie: Bilder die vom Gehirn vervollständigt werden.

Die Gestalttheorie ist eine psychologische Theorie, welche die Entstehung von Ordnungen und Mustern in der Wahrnehmung von Einzelteilen untersucht. Dem Ganzen wird dabei eine höhere Bedeutung zugesprochen (Übersummativität) als „nur“ der Summe seiner einzelnen Teile. Falls notwendig, vervollständigt das Gehirn fehlende Teile, es separiert zwischen wichtig und unwichtig, oder ist in der Lage zu transponieren, das heißt auf eine andere Ebene zu übertragen. Die Gestalttheorie behandelt Fragen, wie „Warum erkennt man in Wolkenansammlungen Gestalten?“, „Wie unterscheidet man zwischen Objekt und Hintergrund?“, oder „Wie kann aus einer Reihe von Tönen eine Melodie werden?“. Übertragen auf die Sportwissenschaft bedeutet Gestalttheorie, dass eine Bewegung mehr ist als nur hintereinander ausgeführte Einzelteile.

### Funktionale Betrachtungsweise
Bei der funktionalen Betrachtungsweise wird die menschliche Bewegung als zielgerichtete Handlung mit unterschiedlicher Fokussierung angesehen. Jede einzelne Phase der Bewegung stellt eine zweckhafte, sinnbezogene Leistung zur Bewältigung vorgegebener Situations- oder Problemkonstellationen (Aufgaben- und Umweltbedingungen) dar. Durch die unterschiedliche Schwerpunktlegung und Blickwinkel erfordern die funktionalen Betrachtungsweisen eine große Bandbreite von Forschungsmethoden wie zum Beispiel äußere und körperinnere biomechanische Messverfahren, Reaktionszeitstudien oder psychologische Untersuchungsmethoden.
- Handlungstheorien sind auf den psychischen Innenaspekt und die Gesamtorganisation der Bewegung gerichtet und nehmen einen breiten Blickwinkel ein (siehe auch Determinismus und Wolf Singer). Es wird von einem vollständig funktionalen Denken ausgegangen, das vorrangig auf die psychische Innensicht angewendet wird (siehe Intentionalität).
- Funktionsanalysen sind auf den Außenaspekt gerichtet und beziehen sich auf die abstrakten Aufgabenstellungen und Technikformen des Sports. Sie verfolgen eng umgrenzte, detailtheoretische Erklärungsansprüche.
- Informationsverarbeitungsansätze sind auf den Innenaspekt konzentriert und beschäftigen sich mit den verschiedenen Arten der Bewegungssteuerung und -regelung wie zum Beispiel open-loop oder closed-loop Rückkopplung.
- Modularitätätshypothesen richten sich ebenfalls auf den Innenaspekt der Bewegung.[49][50]
- Psychomotorik
- Sensomotorik

#### Fähigkeitsorientierte Betrachtungsweise
Die fähigkeitsorientierte Betrachtungsweise richtet sich auf den Innenaspekt der Bewegung und ist empirisch-analytisch orientiert. Es werden interne motorische Leistungsvoraussetzungen und davon ausgehend individuelle Leistungsdifferenzen erforscht, beschrieben und erklärt. Die Qualität von Steuerungs- und Funktionsprozessen wird über die fünf motorischen Basisfähigkeiten Ausdauer, Kraft, Schnelligkeit, Beweglichkeit und die koordinativen Fähigkeiten abgebildet. Ihre empirische Analyse erfolgt über sportmotorische Tests wie den Wiener Koordinationsparcours (WKP).